# Championnat de France de rugby à XV 2010-2011
Navigation
Top 14 2009-2010 Top 14 2011-2012
Le Championnat de France de rugby à XV 2010-2011 ou Top 14 2010-2011 est la saison 2010-2011 du Championnat de France de rugby à XV, il oppose les quatorze meilleures équipes françaises de rugby à XV. Le championnat débute le 13 août 2010 pour s'achever par une finale fixée au 4 juin 2011 au Stade de France.
Le championnat se déroule en deux temps : une première phase dite régulière en match aller-retour où toutes les équipes se rencontrent deux fois et une phase finale à élimination directe. Pour la deuxième saison d'affilée, les six premières équipes du classement à l'issue de la phase régulière sont qualifiées pour les playoffs. Les deux premières équipes du classement sont directement qualifiées pour les demi-finales alors que les équipes classées de la troisième à la sixième place s'affrontent en barrage pour l'attribution des deux places restantes dans le dernier carré.

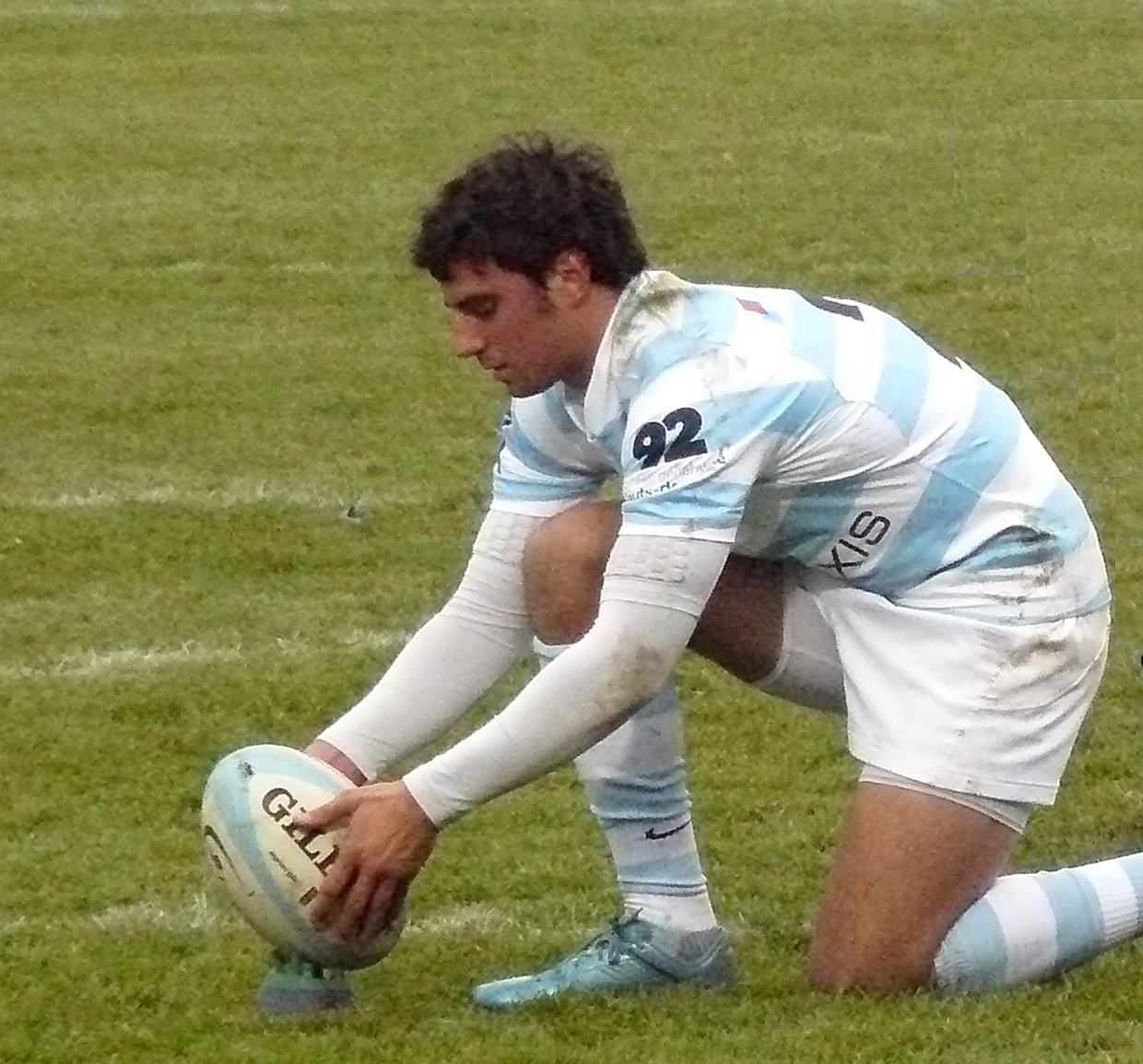
Jonathan Wisniewski, meilleur réalisateur du championnat avec le Racing Métro 92 en 2011.

## Liste des équipes en compétition
Le SU Agen (champion) et le Stade rochelais (vainqueur des barrages d'accession) sont promus dans le Top 14 à l'issue de la saison de Pro D2 2009-10. Ils remplacent l'US Montauban rétrogradé pour raisons financières et le SC Albi relégué sportivement à l'issue du Top 14 2009-2010. La compétition oppose pour la saison 2010-2011 les quatorze meilleures équipes françaises de rugby à XV :
| \| SU Agen Aviron bayonnais Biarritz olympique CS Bourgoin-Jallieu CA Brive Castres · olympique ASM Clermont Auvergne Montpellier HR Stade français Paris USA Perpignan Stade rochelais Racing Métro 92 RC Toulon Stade · toulousain \| Localisation des clubs engagés en championnat. |
| SU Agen Aviron bayonnais Biarritz olympique CS Bourgoin-Jallieu CA Brive Castres · olympique ASM Clermont Auvergne Montpellier HR Stade français Paris USA Perpignan Stade rochelais Racing Métro 92 RC Toulon Stade · toulousain                                                      |

| Club                  | Budget 2010-11 en millions d'euros | Classement en 2009-10 | Entraîneur(s) | Capitaine(s)                          | Stade                      | Capacité |
| --------------------- | ---------------------------------- | --------------------- | --- | ------------------------------------- | -------------------------- | -------- |
| SU Agen               | 9,81                               | 1 (Pro D2)            | Christophe Deylaud Christian Lanta | Adri Badenhorst                       | Stade Armandie             | 14 600   |
| Aviron bayonnais      | 15,75                              | 13                    | Christian Gajan | Pépito Elhorga                        | Stade Jean-Dauger          | 16 934   |
| Biarritz olympique    | 15,39                              | 7                     | Jean-Michel Gonzalez Jack Isaac | Jérôme Thion puis Imanol Harinordoquy | Parc des sports d'Aguiléra | 15 000   |
| CS Bourgoin-Jallieu   | 10,58                              | 11                    | Éric Catinot (jusqu'au 11 janvier 2011) Xavier Péméja (jusqu'au 11 janvier 2011) Laurent Mignot (à partir du 11 janvier 2011) Stéphane Orjollet (à partir du 11 janvier 2011) | Julien Frier                          | Stade Pierre-Rajon         | 9 441    |
| CA Brive              | 14,05                              | 9                     | Ugo Mola | Antonie Claassen                      | Stade Amédée-Domenech      | 15 000   |
| Castres olympique     | 13,94                              | 5                     | Laurent Labit Laurent Travers | Alexandre Albouy puis Chris Masoe     | Stade Pierre-Antoine       | 11 500   |
| ASM Clermont Auvergne | 20,89                              | 3 (champion)          | Vern Cotter | Aurélien Rougerie                     | Stade Marcel-Michelin      | 16 334   |
| Montpellier HR        | 15,01                              | 10                    | Fabien Galthié | Fulgence Ouedraogo                    | Stade Yves-du-Manoir       | 15 000   |
| Stade français Paris  | 19,28                              | 8                     | Michael Cheika | Sergio Parisse                        | Stade Charléty             | 20 000   |
| USA Perpignan         | 14,08                              | 1                     | Jacques Brunel | Nicolas Mas                           | Stade Aimé-Giral           | 16 593   |
| Racing Métro 92       | 18,94                              | 6                     | Pierre Berbizier | Lionel Nallet                         | Stade Yves-du-Manoir       | 14 000   |
| Stade rochelais       | 8,31                               | 3 (Pro D2)            | Serge Milhas | Robert Mohr                           | Stade Marcel-Deflandre     | 12 500   |
| RC Toulon             | 19,05                              | 2                     | Philippe Saint-André | Joe van Niekerk                       | Stade Mayol                | 13 700   |
| Stade toulousain      | 29,53                              | 4                     | Guy Novès | Thierry Dusautoir                     | Stade Ernest-Wallon        | 19 500   |

## Nouveautés de la saison 2010-2011

### Nouvelles règles
Une nouvelle interprétation de la règle plaqueur-plaqué est utilisée. Jusqu'à présent, le joueur plaqueur peut disputer directement le ballon s'il reste debout sur ses appuis. La nouvelle règle impose au plaqueur de montrer à l'arbitre qu'il s'est désolidarisé du joueur qu'il vient de plaquer.

### Nouvelle organisation
Le 2 avril 2009, la Ligue nationale de rugby annonce un certain nombre de réformes dans l'optique de rendre
la compétition plus homogène. Si la réforme des barrages est adoptée dès la saison 2009-2010, les deux autres réformes évoquées que sont le JIFF (joueurs issus des filières de formation) et le salary cap entrent en vigueur cette saison. Le JIFF a pour but de donner plus de place aux joueurs formés en France. Chaque club doit ainsi compter dans son effectif 40 % de joueurs JIFF. Pour être considéré comme un joueur JIFF il faut soit avoir passé cinq saisons comme licencié à la FFR avant l'âge de 21 ans, soit avoir passé trois saisons au sein d'un centre de formation entre 16 et 21 ans. Le salary cap a pour but de limiter l'inflation des salaires dans le Top 14 à la manière du championnat anglais. La somme des salaires d'un club ne peut ainsi pas dépasser un certain plafond qui prend pour base la masse salariale la plus élevée de la saison précédente, augmentée de 10 %. Pour cette saison, le salary cap est de  8,1 millions d'euros.

## Résumé des résultats

### Classement de la phase régulière
| Rang | Club                 | J  | V  | N | D  | Em | Ee | Bo | Bd | Pm  | Pe  | Diff | Pts |
| ---- | -------------------- | -- | -- | - | -- | -- | -- | -- | -- | --- | --- | ---- | --- |
| 1    | Stade toulousain     | 26 | 17 | 1 | 8  | 62 | 33 | 7  | 5  | 664 | 485 | +179 | 82  |
| 2    | Racing Métro 92      | 26 | 16 | 2 | 8  | 47 | 33 | 5  | 5  | 674 | 549 | +125 | 78  |
| 3    | Castres olympique    | 26 | 16 | 1 | 9  | 51 | 43 | 3  | 7  | 617 | 487 | +130 | 76  |
| 4    | ASM Clermont (T)     | 26 | 15 | 0 | 11 | 61 | 26 | 8  | 4  | 600 | 445 | +155 | 72  |
| 5    | Biarritz olympique   | 26 | 15 | 1 | 10 | 58 | 55 | 4  | 6  | 647 | 571 | +76  | 72  |
| 6    | Montpellier HR       | 26 | 15 | 1 | 10 | 56 | 40 | 7  | 3  | 602 | 495 | +107 | 72  |
| 7    | Aviron bayonnais     | 26 | 16 | 0 | 10 | 48 | 36 | 2  | 5  | 569 | 508 | +61  | 71  |
| 8    | RC Toulon            | 26 | 15 | 0 | 11 | 44 | 34 | 4  | 6  | 559 | 469 | +90  | 70  |
| 9    | USA Perpignan        | 26 | 13 | 3 | 10 | 45 | 44 | 2  | 3  | 538 | 543 | -5   | 63  |
| 10   | SU Agen (P)          | 26 | 11 | 1 | 14 | 48 | 70 | 2  | 3  | 534 | 677 | -143 | 51  |
| 11   | Stade français Paris | 26 | 10 | 1 | 15 | 45 | 48 | 2  | 5  | 562 | 614 | -52  | 49  |
| 12   | CA Brive             | 26 | 8  | 2 | 16 | 39 | 56 | 3  | 7  | 495 | 578 | -83  | 46  |
| 13   | Stade rochelais (P)  | 26 | 6  | 1 | 19 | 42 | 70 | 1  | 6  | 476 | 673 | -197 | 33  |
| 14   | CS Bourgoin-Jallieu  | 26 | 2  | 0 | 24 | 32 | 90 | 0  | 3  | 379 | 822 | -443 | 6¹  |

¹Bourgoin a perdu 5 points au classement le 4 janvier à cause d'un déficit prévisionnel de 1 million et demi d'euros. Le club décide de faire appel le 10 janvier de cette sanction avant de revenir sur sa décision le 8 février. La sanction est donc définitive.
|  | Qualifiés pour les demi-finales et la coupe d'Europe 2011-2012 (no 1, no 2).         |
|  | Qualifiés pour les barrages et la coupe d'Europe 2011-2012 (no 3, no 4, no 5, no 6). |
|  | T : tenant du titre 2010 • P : promus 2010                                           |

Attribution des points : victoire sur tapis vert : 5, victoire : 4, match nul : 2, défaite : 0, forfait : -2 ; plus les bonus (offensif : 3 essais de plus que l'adversaire ; défensif : défaite par 7 points d'écart ou moins).
Règles de classement : 1. points terrain (bonus compris) ; 2. points terrain obtenus dans les matches entre équipes concernées ; 3. différence de points dans les matches entre équipes concernées ; 4. différence entre essais marqués et concédés dans les matches entre équipes concernées ; 5. différence de points ; 6. différence entre essais marqués et concédés ; 7. nombre de points marqués ; 8. nombre d'essais marqués ; 9. nombre de forfaits n'ayant pas entraîné de forfait général ; 10. place la saison précédente ; 11. nombre de personnes suspendues après un match de championnat.

### Phase finale
Les deux premiers de la phase régulière sont directement qualifiés pour les demi-finales. En matchs de barrage pour attribuer les deux autres places, le troisième reçoit le sixième et le quatrième reçoit le cinquième. Les vainqueurs affrontent respectivement le deuxième et le premier. Cette année, les deux demi-finales ont lieu sur le même terrain et c'est le Stade Vélodrome de Marseille qui est choisi.
|  | Barrages                                               | Barrages                                               |                                           |                                           | Demi-finales                              | Demi-finales                              |  |  | Finale                                      | Finale                                      |
|  | Barrages                                               | Barrages                                               |                                           |                                           | Demi-finales                              | Demi-finales                              |  |  | Finale                                      | Finale                                      |
|  |                                                        |                                                        |                                           |                                           |                                           |                                           |  |  |                                             |                                             |
|  | 13 mai 2011 au Stade Marcel-Michelin, Clermont-Ferrand | 13 mai 2011 au Stade Marcel-Michelin, Clermont-Ferrand |                                           |                                           | 27 mai 2011 au Stade Vélodrome, Marseille | 27 mai 2011 au Stade Vélodrome, Marseille |  |  | 4 juin 2011 au Stade de France, Saint-Denis | 4 juin 2011 au Stade de France, Saint-Denis |
|  | 13 mai 2011 au Stade Marcel-Michelin, Clermont-Ferrand | 13 mai 2011 au Stade Marcel-Michelin, Clermont-Ferrand |                                           |                                           | 27 mai 2011 au Stade Vélodrome, Marseille | 27 mai 2011 au Stade Vélodrome, Marseille |  |  | 4 juin 2011 au Stade de France, Saint-Denis | 4 juin 2011 au Stade de France, Saint-Denis |
|  | 13 mai 2011 au Stade Marcel-Michelin, Clermont-Ferrand | 13 mai 2011 au Stade Marcel-Michelin, Clermont-Ferrand | [1] Stade toulousain                      | 29                                        |                                           |                                           |  |  | 4 juin 2011 au Stade de France, Saint-Denis | 4 juin 2011 au Stade de France, Saint-Denis |
|  | [4] ASM Clermont Auvergne                              | 27                                                     | [1] Stade toulousain                      | 29                                        |                                           |                                           |  |  | 4 juin 2011 au Stade de France, Saint-Denis | 4 juin 2011 au Stade de France, Saint-Denis |
|  | [4] ASM Clermont Auvergne                              | 27                                                     | [4] ASM Clermont Auvergne                 | 6                                         |                                           |                                           |  |  | 4 juin 2011 au Stade de France, Saint-Denis | 4 juin 2011 au Stade de France, Saint-Denis |
|  | [5] Biarritz olympique                                 | 17                                                     | [4] ASM Clermont Auvergne                 | 6                                         |                                           |                                           |  |  | 4 juin 2011 au Stade de France, Saint-Denis | 4 juin 2011 au Stade de France, Saint-Denis |
|  | [5] Biarritz olympique                                 | 17                                                     | 28 mai 2011 au Stade Vélodrome, Marseille | 28 mai 2011 au Stade Vélodrome, Marseille | [1] Stade toulousain                      | 15                                        |  |  |                                             |                                             |
|  | 14 mai 2011 au Stade Pierre-Antoine, Castres           |                                                        | 28 mai 2011 au Stade Vélodrome, Marseille | 28 mai 2011 au Stade Vélodrome, Marseille | [1] Stade toulousain                      | 15                                        |  |  |                                             |                                             |
|  |                                                        | [6] Montpellier HR                                     | 28 mai 2011 au Stade Vélodrome, Marseille | 28 mai 2011 au Stade Vélodrome, Marseille | 10                                        |                                           |  |  |                                             |                                             |
|  | [3] Castres olympique                                  | [6] Montpellier HR                                     | 28 mai 2011 au Stade Vélodrome, Marseille | 28 mai 2011 au Stade Vélodrome, Marseille | 10                                        | 17                                        |  |  |                                             |                                             |
|  | [3] Castres olympique                                  | [6] Montpellier HR                                     | 26                                        |                                           |                                           | 17                                        |  |  |                                             |                                             |
|  | [6] Montpellier HR                                     | [6] Montpellier HR                                     | 26                                        | 18                                        |                                           |                                           |  |  |                                             |                                             |
|  | [6] Montpellier HR                                     | [2] Racing Métro 92                                    | 25                                        | 18                                        |                                           |                                           |  |  |                                             |                                             |
|  |                                                        | [2] Racing Métro 92                                    | 25                                        |                                           |                                           |                                           |  |  |                                             |                                             |

## Faits notables de la saison

### Les deux premières journées

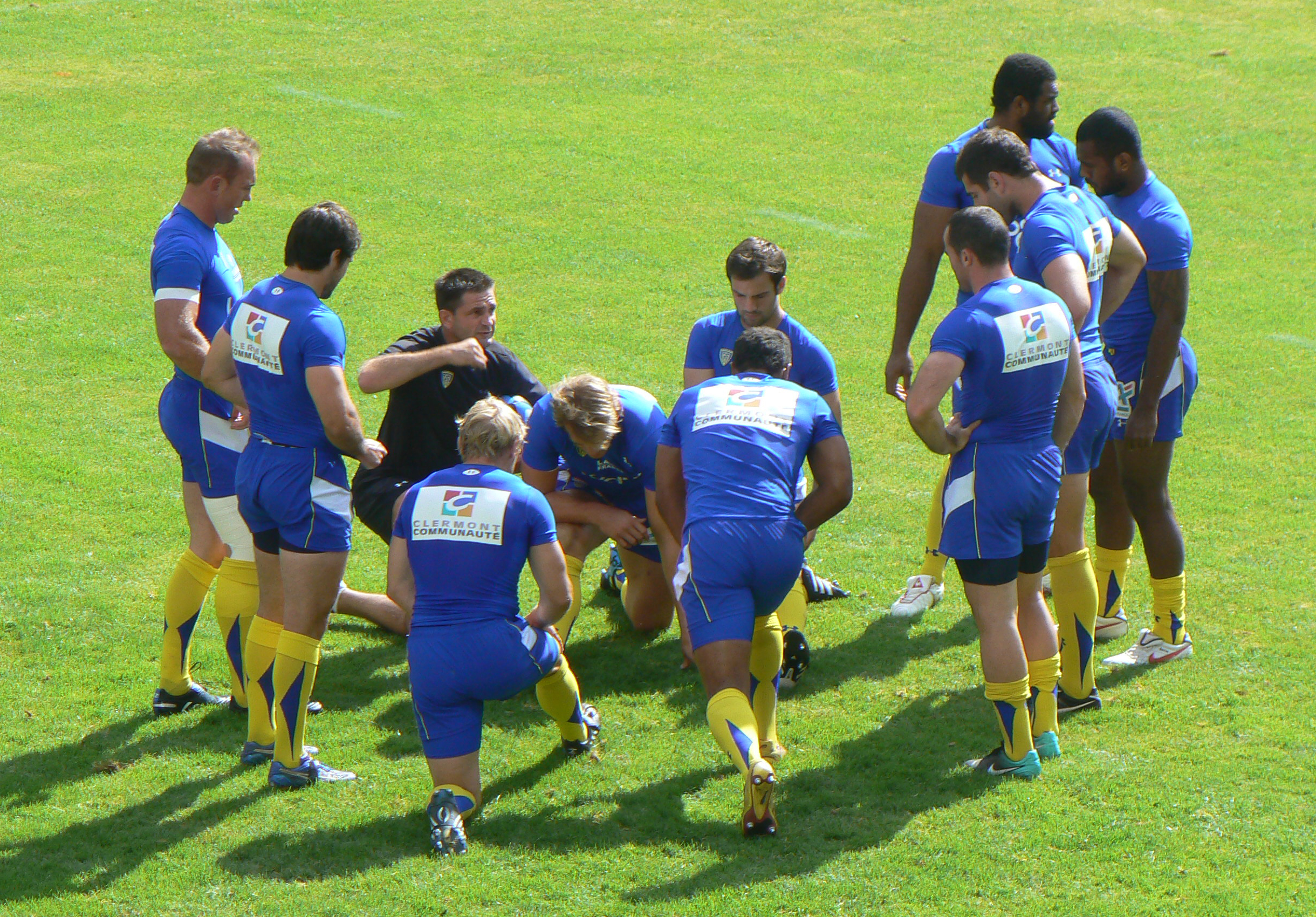
Les joueurs de l'ASM Clermont Auvergne au stade Marcel-Michelin lors de la troisième journée

#### 1rejournée
Clermont, le champion en titre s'incline dès son premier match chez son dauphin de Perpignan. Cette défaite peut être attribuée au fait que les auvergnats n'ont envoyé aucun international en Catalogne (à l'exception de Martín Scelzo). L'Aviron bayonnais crée la surprise en s'imposant au stade Mayol face à un RC Toulon pourtant auto-proclamé favori par son président Mourad Boudjellal et invaincu à domicile depuis mars 2009. Une autre surprise vient du Stade rochelais, le second promu de la saison, qui accueille et défait le Castres olympique à l'occasion de son retour dans l'élite. Le Racing Métro 92 signe la seconde victoire à l'extérieur de la journée en allant gagner à Brive. Le Stade français et le Stade toulousain gagnent à domicile avec le point de bonus offensif respectivement face à Bourgoin et Agen, les parisiens prenant la tête grâce à une meilleure différence de points.

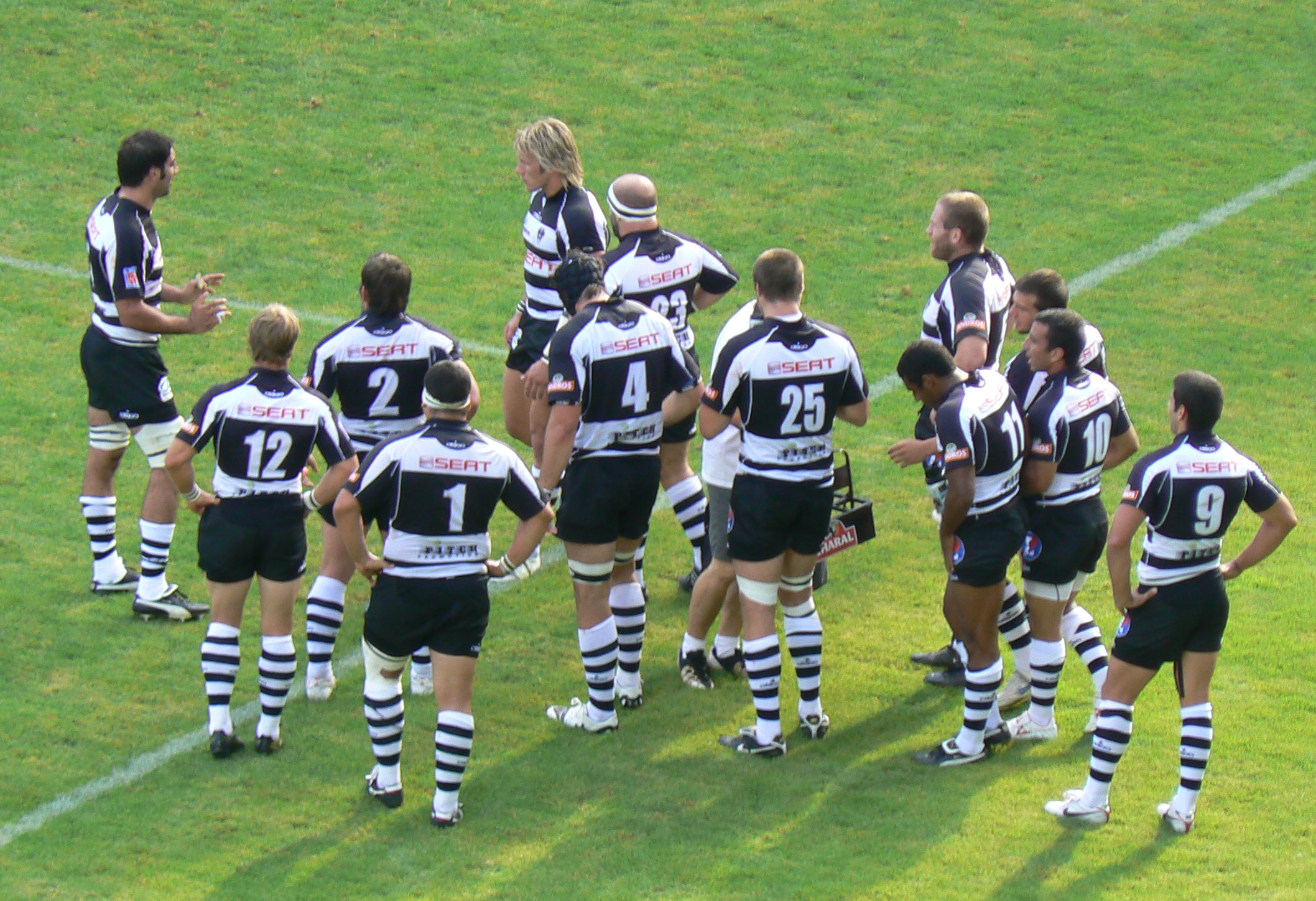
Les joueurs du CA Brive au stade Marcel-Michelin lors de la troisième journée

#### 2ejournée
La rencontre entre le Castres olympique et le Stade toulousain est le premier match délocalisé du championnat et a lieu au Stade de la Méditerranée à Béziers. Il s'agit également de la première délocalisation de l'histoire du Castres olympique. Les castrais dominent les toulousains 22-16. Bourgoin concède sa deuxième défaite de la saison face à Clermont 12 à 25, après avoir mené 12 à 6 jusqu'à la 70e minute et le carton jaune de Jean-François Coux. C'est le tournant du match car dans les 10 dernières minutes, les jaunards marquent 3 essais et prennent même le point de bonus offensif. C'est la première équipe à le décrocher à l'extérieur. Montpellier obtient le point de bonus offensif face au Racing Métro 92 sur le score de 36 à 19 notamment grâce aux 3 essais du centre Geoffrey Doumayrou. Le Stade français et l'Aviron bayonnais obtiennent une seconde victoire consécutive aux dépens respectivement de La Rochelle et d'Agen et pointent en tête du classement avec 9 points. Enfin, Biarritz qui souhaitait rester invaincu à domicile cette saison s'incline 13-3 contre Toulon. À l'issue de cette seconde journée, le champion clermontois est la seule équipe à n'avoir encaissé aucun essai. À l'opposé, le CS Bourgoin-Jallieu est la seule équipe à n'avoir inscrit aucun essai.

### Première triplette de la saison

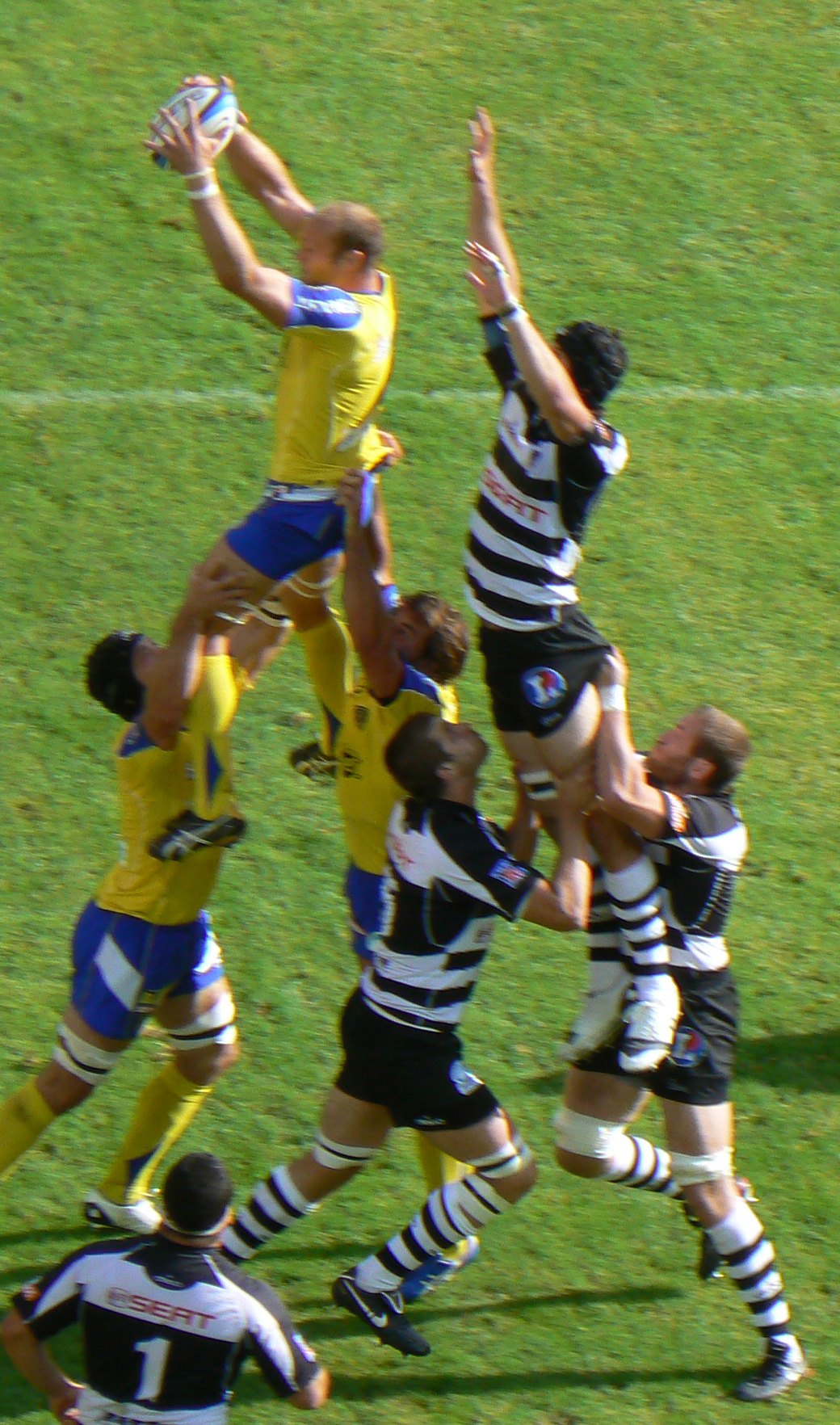
Le clermontois Julien Bonnaire se saisit du ballon lors d'une touche face au CA Brive au stade Marcel-Michelin lors de la troisième journée

En raison du calendrier serré, les clubs enchaînent trois matchs en huit jours.

#### 3ejournée
Les derniers invaincus du début de saison, l'Aviron bayonnais et le Stade français, s'inclinent respectivement à Castres (16-25 avec 20 points de Romain Teulet qui franchit la barre des 2000 points marqués avec le CO) et à Toulouse (dans un match délocalisé au Stadium) dans le classico français (16-34), ces derniers récupérant d'ailleurs la place de leader aux parisiens. Clermont est à égalité avec les toulousains grâce à sa victoire bonifiée 33-9 sur le CA Brive dans le derby du centre pour son premier match de la saison. À noter que Clermont n'a toujours pas encaissé d'essai. Perpignan, invaincu à domicile depuis presque deux ans avec 25 victoires consécutives, est battu par Montpellier (première victoire historique en terre catalane) à Aimé-Giral. Bourgoin à la suite de sa défaite à La Rochelle qui décroche son 2e succès en autant de matchs à domicile est la dernière équipe à ne pas avoir gagné un match puisque le SU Agen qui était dans le même cas, a battu le Biarritz olympique 28-23. Bourgoin n'a toujours pas marqué d'essai. Enfin, le RC Toulon perd son deuxième match à domicile face au Racing Métro 31-36 malgré 26 points de Jonny Wilkinson.

#### 4ejournée
Cette journée offre des matchs serrés et indécis jusqu'au bout, puisque 6 des 7 battus du jour prennent le point de bonus défensif. On remarque les fins de séries concernant Clermont et Bourgoin-Jallieu qui respectivement encaissent et marquent leur premier essai. La seule équipe qui ne prend pas le bonus défensif est Clermont qui s'incline 28-17 sur la pelouse du Racing Métro en raison notamment des 23 points de Jonathan Wisniewski qui consolide sa place de meilleur réalisateur du championnat. Bourgoin gagne son premier match de la saison face au SU Agen et se replace à un point d'eux. L'Aviron bayonnais et l'USA Perpignan gagnent respectivement à domicile face à Brive (19-18 avec tous les points marqués par le demi de mêlée Julien Audy) et Biarritz. Le RC Toulon incapable de gagner un match à domicile est par contre toujours invaincu à l'extérieur avec ce deuxième déplacement victorieux au Stade rochelais dans un match où Jonny Wilkinson brille en inscrivant ses deux seules tentatives de pénalités agrémentées de 3 drops pour une victoire 15-13 à Marcel-Deflandre, les locaux ont tapé deux pénalités sur les poteaux et raté la pénalité de la gagne dans les arrêts de jeu. Un scénario semblable à Montpellier où le club héraultais qui mène 22-16 face au Stade toulousain grâce à l'ailier Martín Bustos Moyano auteur de tous les points de son équipe, encaisse un essai dans les arrêts de jeu de Nicolas Bézy ce qui porte le score à 22-21. Mais Bézy rate ensuite la transformation de son essai. Toulouse doit donc se contenter du point de bonus défensif et laisser la place de leader au Stade français qui a disposé Castres olympique 40-34après avoir mené 37-17 à la mi-temps.

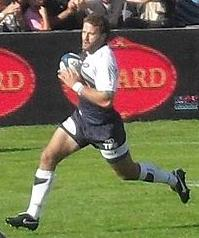
Kevin Swiryn marque un essai pour le SU Agen contre le Biarritz olympique au stade Armandie lors de la troisième journée.

#### 5ejournée
Le Stade français cède son fauteuil de leader après sa défaite à Biarritz 19-11 sans prendre le point de bonus défensif à la suite du drop de Dimitri Yachvili alors que le score était de 16 à 11. Ce sont d'autres basques, ceux de Bayonne qui prennent la tête du championnat en allant s'imposer à Pierre-Rajon 28-23 chez des Berjalliens qui gardent la place de lanterne rouge. Un drop de Juan Martín Hernández, l'ouvreur du Racing Métro offre le bonus défensif à son équipe dans les arrêts de jeu du match les opposant au Castres olympique, mais ce sont bien ces derniers qui s'imposent 31-25 à domicile. Clermont et Toulouse gagnent logiquement à domicile respectivement face à Montpellier (27-10) et La Rochelle (50-3 et bonus offensif). Brive bat le RC Toulon 27-9 réduit à 14 dès la 5e minute à la suite du carton rouge infligé à Mafileo Kefu en raison d'une cravate effectuée sur Alexis Palisson, auteur du troisième et dernier essai corrézien synonyme de bonus offensif. Pour terminer, Perpignan qui menait 20 à 0 à la mi-temps à Agen a dû partager les points (23-23) à Armandie, face à des locaux qui ont renversé la situation en marquant 20 points dont 3 essais et en prenant même les devants grâce à un drop de Valentin Courrent, l'USAP égalisant à la 71e minute à la suite d'un but de pénalité de Jérôme Porical. Il s'agit du premier match nul du championnat.

### Avant le début des coupes d'Europe

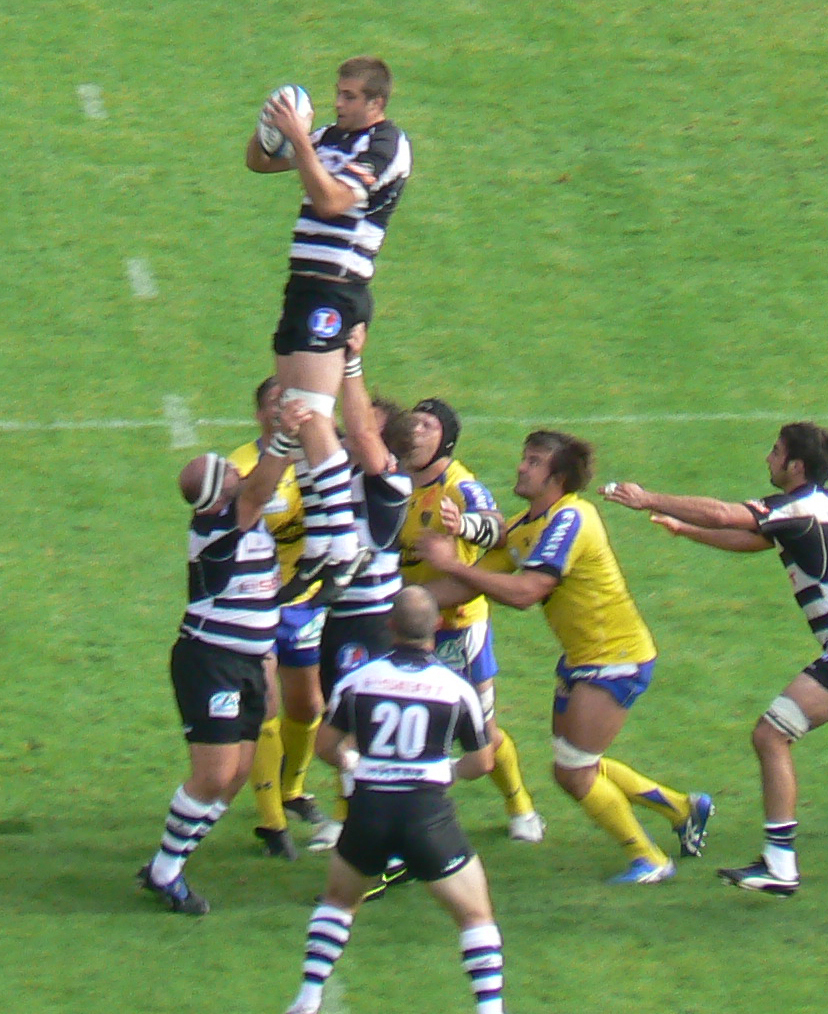
Une touche au stade Marcel-Michelin entre l'ASM Clermont Auvergne et le CA Brive lors de la troisième journée

#### 6ejournée
Bayonne conforte sa première place et prend le large au classement en battant Clermont 18-16 grâce à une pénalité de 50 mètres du numéro 9 basque Cédric Garcia. Après deux défaites à domicile, le RC Toulon remporte enfin une rencontre au stade Félix-Mayol face à Agen avec le bonus offensif (41-10) grâce notamment à un début de match bien maîtrisé par les locaux (22-0 à la 22e minute). Chez les Franciliens, le Racing Métro arrache le bonus offensif à la sirène face à la Rochelle qui a joué à quatorze après l'expulsion de Benjamin Dambielle à la suite d'un plaquage cathédral sur Jérôme Fillol et même à treize dans les quatre dernières minutes à cause d'un carton jaune reçu par Florian Ninard. De son côté, le Stade français mène 27-12 face à Brive à l'heure de jeu, mais comme lors de la réception de Castres, les Parisiens laissent leurs adversaires revenir mais cette fois-ci, leurs adversaires finissent par gagner le match 29-27 à la suite d'un essai de Ronnie Cooke à la 77e minute. Le MHR de Fabien Galthié et Éric Béchu bat le Castres olympique 23-12 et Biarritz bat Toulouse 25-20 lors de la revanche de la finale de la H Cup 2010 relocalisée à Aguilera à la suite d'un « contexte général pas favorable à une délocalisation » selon le club biarrot dans des rencontres où les équipes locales qui un temps étaient menées mais qui ont su renverser la vapeur. Enfin, Perpignan est venu à bout 27-20 des Berjalliens qui ne quittent donc pas la dernière place malgré le point de bonus défensif.

#### 7ejournée
L'Aviron bayonnais cède sa place de leader après sa défaite 29-20 sur la pelouse du Stade toulousain. Cette place est récupérée par le Racing Métro qui dispose de Bourgoin 51-20 avec le bonus offensif. Le bas de tableau ne bouge pas beaucoup puisque Agen et La Rochelle sont tous les deux battus à domicile respectivement par Montpellier qui empoche le point de bonus offensif avec sa victoire 35-6 et Biarritz (23-29). Les trois derniers qui sont donc La Rochelle, Agen et Bourgoin sont légèrement décrochés ce qui semble donner raison à Éric Catinot, l'entraîneur berjallien qui voit le maintien se jouer entre ces trois équipes. De son côté, l'USAP dispose du stade français 22-21 à Aimé-Giral, où l'arrière catalan Jérôme Porical marque les 22 points de son équipe. Jonny Wilkinson marque lui 23 points lors de la victoire de Toulon face à Clermont (28-16), dans une rencontre délocalisée au stade Vélodrome de Marseille. Pour finir, Castres domine Brive 28 à 6, avec 20 points de Romain Teulet.

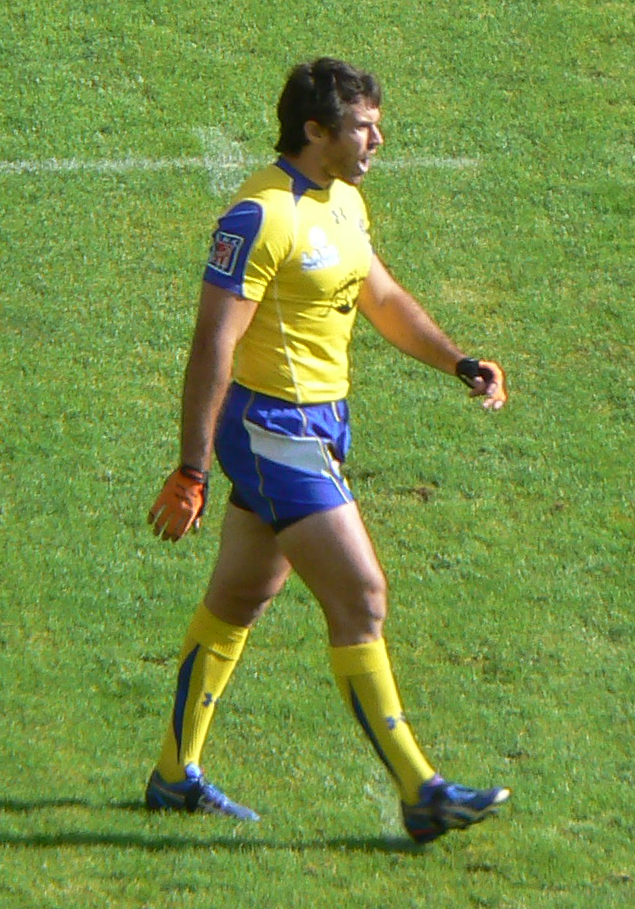
Le demi d'ouverture de l'ASM Clermont Auvergne Brock James au stade Marcel-Michelin lors de la troisième journée

#### 8ejournée
Le Racing Métro dispose de Biarritz 17-12 mais perd sa place de leader à la suite de la victoire bonifiée de Montpellier 26-6 sur La Rochelle qui reste le premier non-relégable du championnat à la suite des défaites à domicile d'Agen (12-27 face au Stade français) et de Bourgoin (3-26 face à Toulon). Deuxième match nul du championnat entre Brive et Toulouse (16-16). Les deux équipes ont eu tour à tour la possibilité de gagner puisque les Toulousains menaient 10-0 au bout de 5 minutes de jeu, avant de se faire rejoindre et dépasser par les Coujoux (16-10 à la 68e), David Skrela inscrit ensuite deux pénalités pour offrir le match nul à Toulouse. Clermont dispose de Castres. Enfin, Perpignan s'impose à Bayonne 26-25. Les catalans ont mené 17-3 à la 19e minute grâce notamment à deux essais de Maxime Mermoz, les Bayonnais vont réagir et passer devant 25-20 (61e minute), mais l'arrière sang et or Jérôme Porical met deux pénalités et l'USAP repasse devant (26-25), Boyet aura par deux fois l'occasion de donner la victoire aux locaux (dont une à la sirène), mais ses deux tentatives seront ratées. Bayonne perd son invincibilité à domicile.

#### 9ejournée
Toulon accueille le Castres olympique et défait ses visiteurs 22-15. À domicile, Bourgoin valide sa deuxième victoire de la saison face à Brive et s'extirpe de la dernière place du classement, aux dépens du SU Agen, battu 7 essais à 1 sur la pelouse de Clermont. La Rochelle en déplacement à Perpignan décroche le bonus défensif, alors que les Catalans ont entrevus une victoire bonifiée. À noter, que l'USAP est la seule équipe du championnat qui n'a pris aucun bonus depuis le début de saison. Le Stade français reçoit et bat le leader Montpellier qui passe à côté de son match. Les méditerranéens cèdent la première place du classement au Racing Métro qui reprend la tête malgré un revers à Toulouse ponctué du bonus défensif arraché à la sirène par une pénalité de François Steyn. La journée s'achève par le derby basque qui tourne de trois points (22-19) en faveur du Biarritz olympique qui n'a pris la tête du match qu'à la 76e minute. Dimitri Yachvili a marqué tous les points des rouges et blancs. L'Aviron bayonnais pourtant leader de la cinquième à la sixième journée, accuse sa troisième défaite consécutive (deuxième d'affilée à Jean-Dauger) et tombe à la neuvième place.

### Avant les tests internationaux d'automne

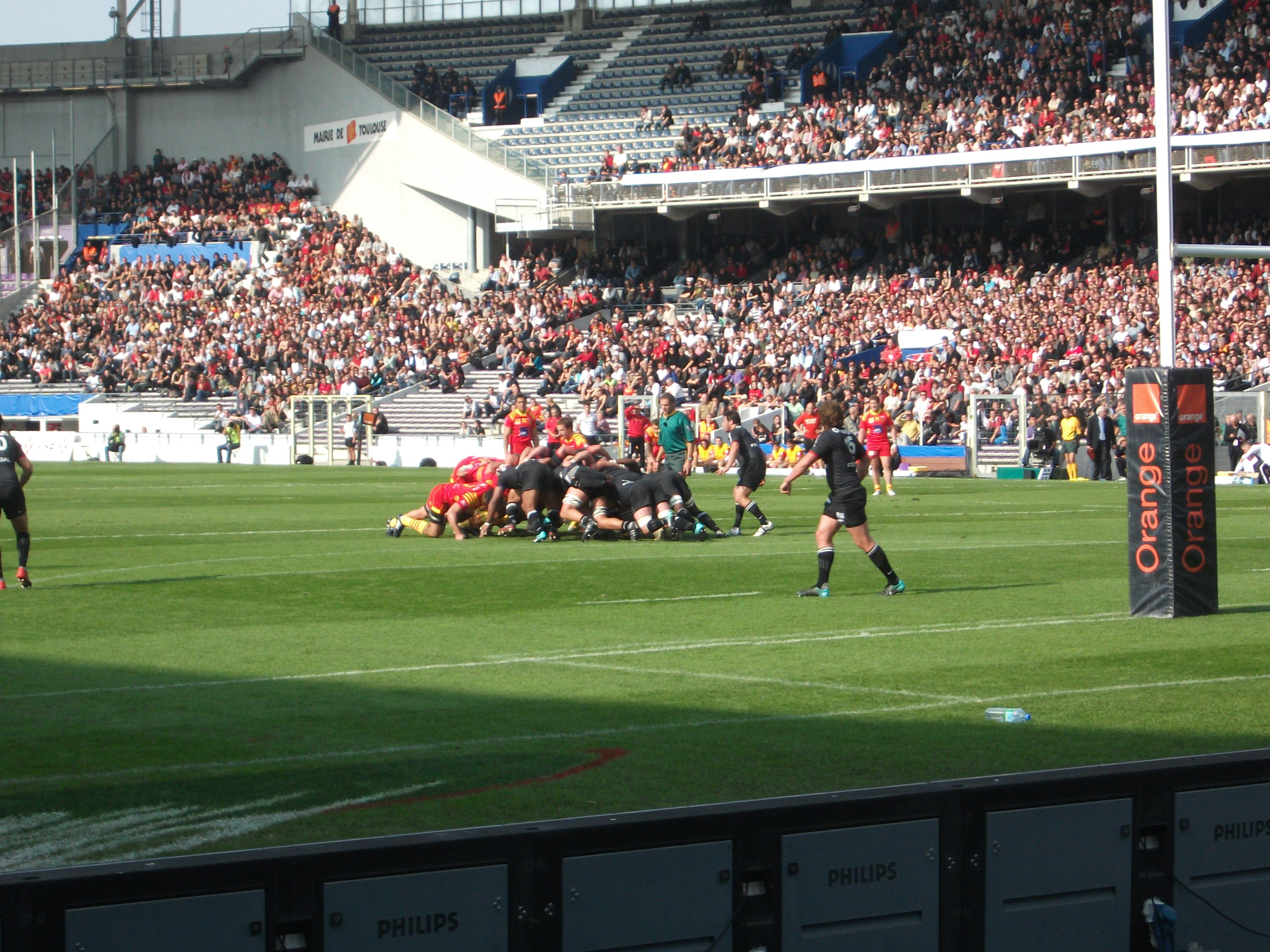
Mêlée entre l'USA Perpignan et le Stade toulousain lors de la 10e journée.

#### 10ejournée
Pour la première fois de la saison, toutes les équipes évoluant à domicile l'emportent. Autre première, toutes les rencontres s'achèvent par le gain d'un bonus (3 offensifs et 4 défensifs). Enfin, pour la première fois de la saison également, une rencontre se conclut sans qu'aucun essai ne soit inscrit : en déplacement chez les parisiens du  Racing Métro 92 et leader du Top 14, l'Aviron bayonnais accuse sa quatrième défaite consécutive en championnat. Le Racing tombe tout de même à la troisième place en raison des victoires bonifiées de Toulouse et Montpellier, respectivement contre Perpignan et Bourgoin,. Castres prend le bonus offensif face à Agen tandis que Clermont s'incline de trois points sur la pelouse de Biarritz. La Rochelle conforte sa position de premier non relégable en disposant à domicile de Brive. Les Corréziens décrochent du groupe des dix de tête et pourraient finalement se mêler à lutte pour le maintien. En clôture de la journée, le premier match de la saison disputé au Stade de France oppose le Stade français à Toulon et tourne à l'avantage des parisiens (22-15).

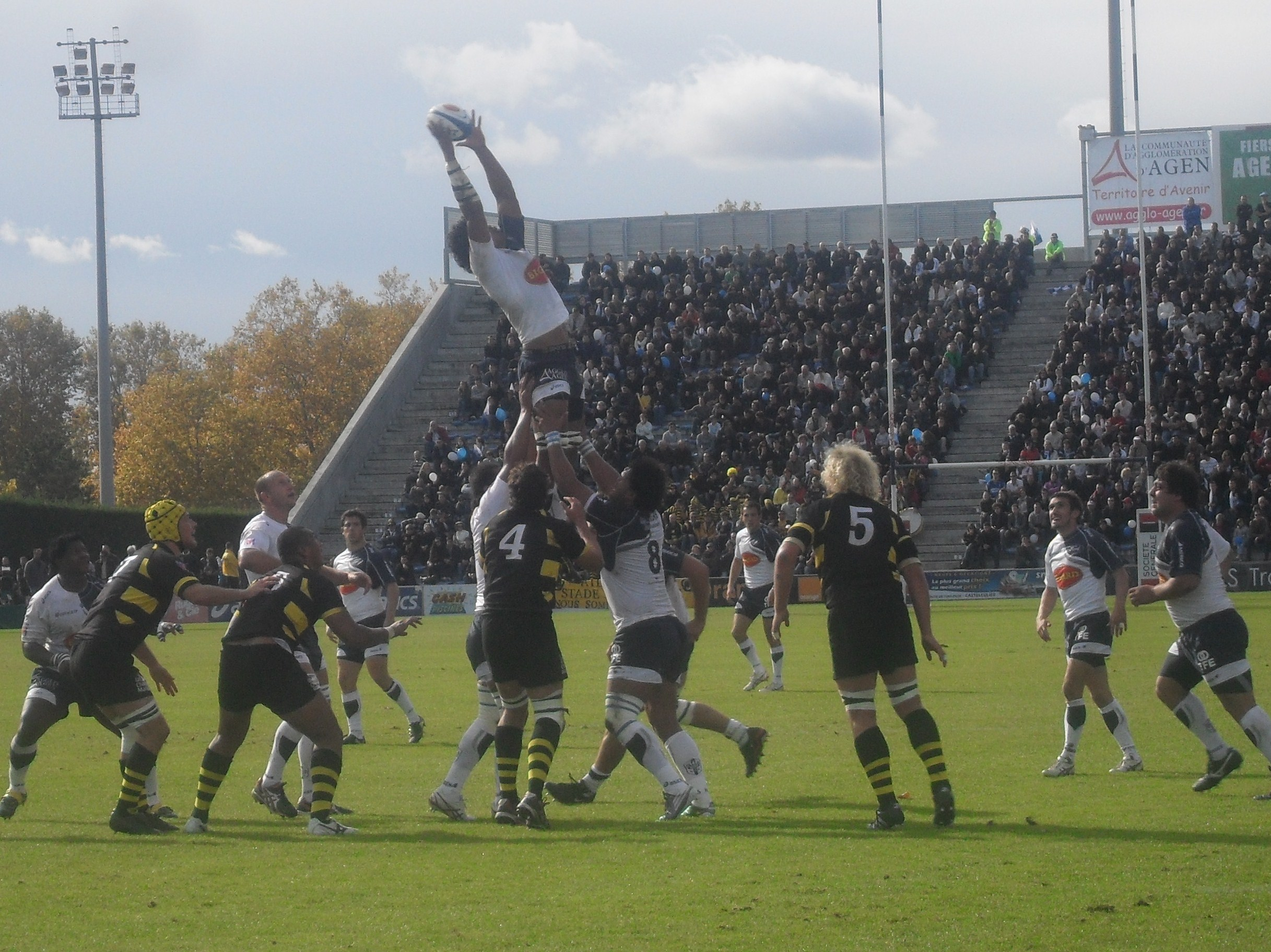
Touche agenaise lors du match entre Agen et La Rochelle pour le compte de la onzième journée.

#### 11ejournée
En ouverture de la journée, le Racing Métro obtient le nul à domicile 18-18 face à Perpignan grâce à une pénalité de dernière minute de Jonathan Wisniewski, le catalan Jérôme Porical inscrivant pour sa part tous les points de son équipe (6 pénalités) dont une pénalité de plus de 60 mètres. À Clermont-Ferrand, alors que la sirène a déjà retenti depuis trente secondes, l'ASM Clermont Auvergne obtient une pénalité sur ses 5 mètres. Les auvergnats décident de la jouer à la main afin d'essayer de prendre le point de bonus offensif. 80 secondes plus tard, l'essai de Vincent Debaty leur permet de prendre ce point de bonus face au Stade français. À noter que quatorze joueurs ont touché le ballon sur cet essai.
Le Stade toulousain prend la tête du championnat grâce à sa victoire bonifiée sur Toulon bien que Montpellier se soit imposé à Bayonne. Maxime Médard en profite pour prendre la tête du classement des marqueurs en inscrivant son second doublé de la saison.
En bas de tableau, Brive perd face à Biarritz 21-27 après avoir mené durant 65 minutes tandis que Bourgoin laisse le point de bonus à Castres et récupère la place de lanterne rouge puisque les Agenais disposent de La Rochelle sur le score de 29-14.

#### 12ejournée
L'évènement de cette journée aura été les victoires surprises des promus La Rochelle et Agen respectivement face au champion Clermont et au Racing Métro 92.Une pénalité à la dernière minute passée par Valentin Courrent permet à Agen d'obtenir une deuxième victoire consécutive en battant le Racing qui prend néanmoins le point de bonus défensif. Ce n'est pas le cas des clermontois à la suite d'une pénalité réussie à la sirène par Benjamin Dambielle. Les Montpelliérains acquièrent une victoire bonifiée face à Brive mais ne détronent pas les Toulousains, puisqu'eux aussi gagnent avec le point de bonus offensif à Bourgoin. À cette occasion, Maxime Médard conforte sa position de meilleur marqueur (9 essais) en inscrivant son troisième doublé de la saison. C'est dans un brouillard à couper au couteau que Biarritz et Castres se quittent sur un match nul 17-17, Dimitri Yachvili ratant dans ces conditions la pénalité de la victoire 3 minutes après la sirène. Toulon va s'imposer à Perpignan privant les catalans de bonus défensif. Enfin, l'Aviron bayonnais met un terme à sa mauvaise série (5 défaites consécutives) en allant s'imposer à Paris.

### Avant le retour des Coupes d'Europe
Le Biarritz olympique annonce que le derby face à l'Aviron bayonnais de la 22e journée aura lieu au Stade d'Anoeta de Saint-Sébastien en Espagne, lieu habituel des délocalisations des rouge et blanc. L'entraîneur des avants du CA Brive, Christophe Laussucq est remercié le 25 novembre. Didier Casadeï qui partageait cette tâche avec lui, l'occupe désormais seul.

#### 13ejournée
Le Stade toulousain est champion d'automne avant même d'avoir joué à Clermont à la suite de la défaite des montpelliérains à Toulon. Toulouse, qui voit débuter sous ses nouvelles couleurs l'ailier fidjien Rupeni Caucaunibuca perd également son match (25-32) mais prend un point de bonus défensif au Stade Marcel-Michelin. Dans le derby parisien, le Racing Métro 92 dispose du Stade français 15 à 13, dans un match où les visiteurs, marquent un essai inhabituel de Ollie Phillips, qui profite de la confusion à la suite d'une pénalité de Julien Dupuy ayant rebondi sur la barre transversale. À noter que le Racing enchaîne son troisième match d'affilée à Yves-du-Manoir sans marquer d'essai. Le Castres olympique dispose lui de Perpignan 23-13 grâce à un bon début de match (17-3 avec 3 essais en 22 minutes), mais abandonne le bonus offensif à 10 minutes de la fin à la suite de l'essai de David Marty. Les deux clubs basques de l'Aviron bayonnais et du Biarritz olympique s'imposent tous les deux à domicile respectivement face à La Rochelle et Bourgoin. Les Biarrots prennent le bonus offensif. À noter, que leur match était prévu à Bourgoin, mais à la suite des intempéries la LNR décide d'inverser le match qui a donc eu lieu au stade d'Aguiléra. La bonne opération en bas de tableau, est à mettre à l'actif du SU Agen qui bat Brive sur son terrain 30 à 12 avec le bonus offensif, ce qui a pour conséquence de sortir les Agenais de la zone de relégation pour la première fois de la saison, les Brivistes les y remplaçant. Les Coujoux restent sur sept matchs consécutifs sans victoire (1 nul et 6 défaites).

#### 14ejournée
Cette journée est la première des matchs retours et la dernière de l'année 2010. Il est à noter qu'aucun point de bonus offensif n'est attribué lors de cette journée (c'était déjà le cas pour la 4e journée).
Le Stade toulousain conserve sa première place à la suite de sa victoire obtenue à Agen sur le score de 25 à 8 grâce notamment au 100 % au pied de David Skrela (20 points). Montpellier reste à la deuxième place en dominant à domicile, le Biarritz olympique 22-16, le point de bonus biarrot étant acquis à la sirène grâce à un drop de Damien Traille. Le Racing Métro 92 concède son deuxième match nul de la saison à Yves-du-Manoir face au CA Brive 6-6 et effectue son quatrième match d'affilée à domicile sans franchir la ligne d'essai adverse. Les Brivistes sortent de la zone rouge où entrent les rochelais qui sont défaits à Castres 25-10 à cause notamment des trois essais inscrits par le troisième ligne samoan Iosefa Tekori tandis que Bourgoin concède sa cinquième défaite à domicile au Stade Pierre-Rajon, face au Stade français dans son antre habituel alors que la rencontre devait préalablement se disputer au Stade des Alpes de Grenoble. Ce match voyait le retour après un an de suspension du pilier parisien David Attoub. Pour finir, Perpignan décroche son premier point de bonus de la saison à Clermont, à la suite de leur défaite 22-16 au Stade Marcel-Michelin et l'Aviron bayonnais dispose 20-9 du RC Toulon qui a joué plus d'heure à 14 contre 15 à la suite du carton rouge de Jocelino Suta.

#### 15ejournée

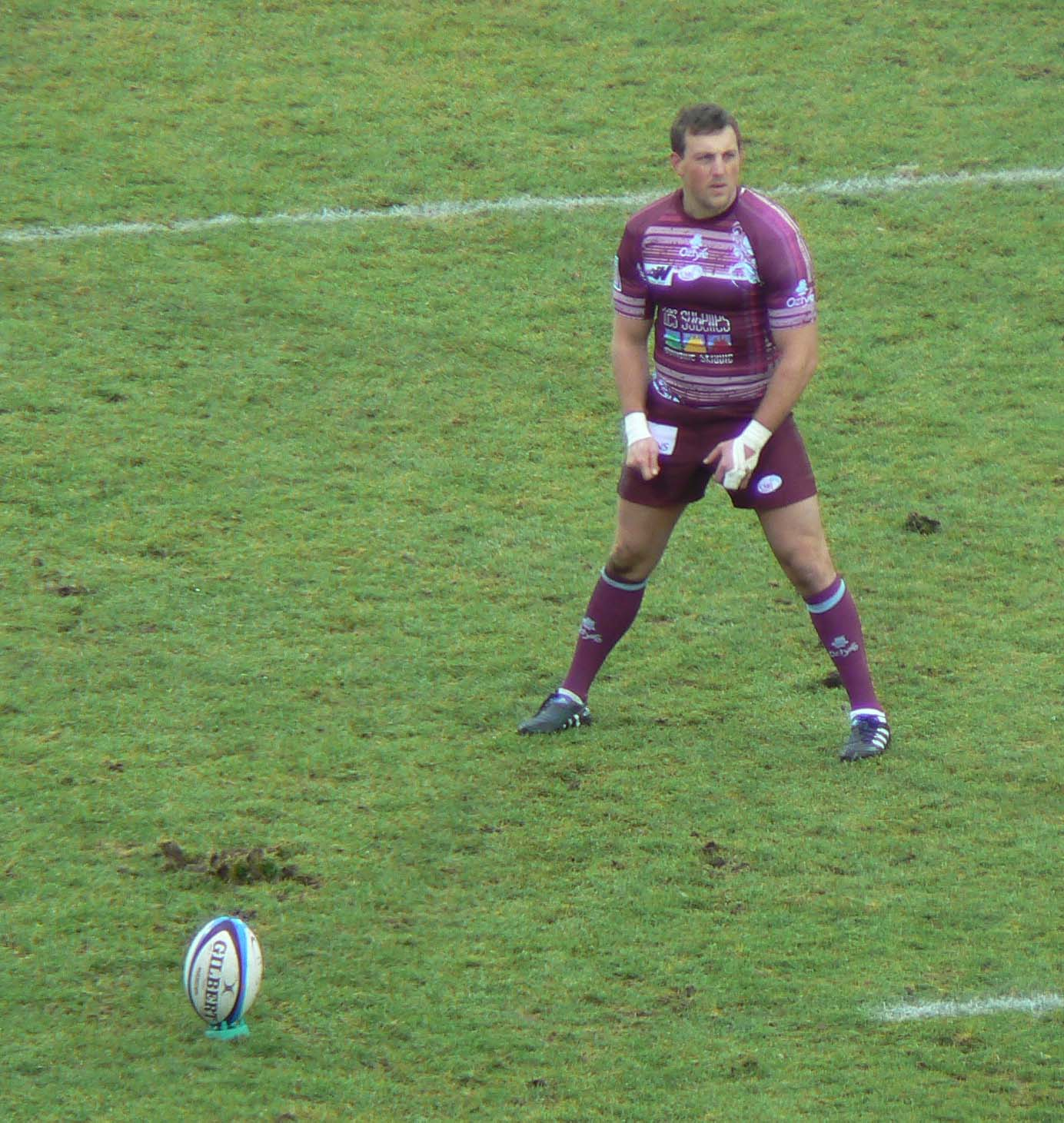
L'ouvreur du CS Bourgoin-Jallieu, Alberto Di Bernardo tente une pénalité face à Clermont lors de la.

En battant 23-16 le Castres olympique, le Stade toulousain reste en tête du championnat. Son dauphin Montpellier s'incline chez le Racing Métro 92, 28-16 qui met fin à leur série de 4 matchs d'affilée à domicile sans marquer d'essai. Bourgoin perd lourdement (34-9) chez une équipe B de l'ASM Clermont Auvergne qui prend le point de bonus offensif. La Rochelle et le Stade français se quittent sur un nul (26-26). Les Parisiens ont égalisé par un drop de Lionel Beauxis à la 74e et Beauxis a manqué deux fois le drop de la gagne dans les arrêts de jeu. Les Rochelais réalisent une mauvaise opération au classement puisqu'ils restent relégables mais à seulement un point de Brive qui s'est incliné en prenant un bonus défensif à Perpignan. Toujours en bas de tableau, Agen se donne un peu d'air en battant facilement Bayonne (21-3). Enfin Toulon s'impose à domicile (38-26) face à Biarritz en inscrivant quatre essais, mais cela ne leur suffit pas pour décrocher le point de bonus offensif puisque les Biarrots en ont inscrit deux. Mais le principal évènement de cette journée concerne Bourgoin à qui la DNACG retire 5 points pour un déficit de 1,5 million d'euros. Cette décision complique un peu plus la tâche du CSBJ pour se maintenir dans l'élite puisqu'ils ont désormais 17 points de retard sur Brive, dernier non relégable.

#### 16ejournée
Le Stade français domine 31-3, le Stade toulousain dans ce qui est appelé le clasico français de rugby.
Cette victoire bonifiée permet aux parisiens de revenir à 1 point de la dernière place qualificative en barrages tandis que les toulousains qui étaient assurés de rester leaders quel que soit le résultat de ce match, repartent de ce match délocalisé au Stade de France avec zéro point. C'est la première fois de la saison que cela leur arrive. L'autre équipe francilienne de ce championnat, le Racing Métro 92 dispose pour sa quatrième réception d'affilée du RC Toulon dans un match conclu par pas moins de 6 drops (3 de chaque côté), ce qui est un record dans l'histoire du Top 14. Dans un autre match sans essai, Montpellier et Perpignan se séparent sur un match nul 12-12, Martín Bustos Moyano pour les locaux, et Jérôme Porical pour l'USAP, inscrivant chacun 4 pénalités. Les clubs basques de l'Aviron bayonnais et du Biarritz olympique s'imposent tous les deux à domicile respectivement à domicile face à Castres et SU Agen dans des conditions opposées, puisque les pensionnaires du Stade Jean-Dauger ont dû attendre la 77e minute pour marquer l'essai de la victoire 25-22 par l'intermédiaire du deuxième-ligne marocain Abdellatif Boutaty, tandis que les rouge et blanc se sont imposés avec le bonus 65-22 face aux agenais qui redeviennent relégables. En effet, le Stade rochelais est parti s'imposer à Bourgoin 44-14 avec le point de bonus offensif, eux qui n'avaient pris qu'un point en huit matchs disputés à l'extérieur, jusque-là. Pour Bourgoin, la PRO D2 se rapproche, car le club compte maintenant 16 points de retard sur Brive et La Rochelle alors qu'ils ne reste plus que 10 matchs, surtout que si l'appel confirme la décision de la DNACG de leur retirer 5 points, l'écart serait de 21 points. Pour finir, les brivistes ont battu Clermont 29-22 qui confirment leurs difficultés à l'extérieur (un seul succès à l’extérieur décroché lors de la 2e journée à Bourgoin).
Le 11 janvier, le président de Bourgoin a décidé de se séparer du duo Éric Catinot-Xavier Péméja. Le duo en place depuis la saison 2008-2009 est remplacé par le tandem composé de Laurent Mignot (directeur du centre de formation) et de Stéphane Orjollet (adjoint de Mignot au centre de formation et coentraîneur des espoirs). Enfin, Laurent Seigne entraîneur du club entre 2002 et 2005 est nommé conseiller du président chargé du sportif.

### Avant le début du tournoi des 6 nations

#### 17ejournée
Le Stade toulousain conforte sa place de leader en disposant avec bonus de Montpellier sur le score de 29-9 , les 4 essais toulousains étant inscrits par le pilier samoan Census Johnston et l'ailier Maxime Médard (2 essais chacun). Leur ex-dauphin, le Racing Métro 92 s'incline 15-31 chez les Clermontois qui prennent le bonus offensif à la 78e minute du match à la suite d'un essai d'Alexandre Lapandry. Le troisième bonus offensif de la journée est pris par le Castres olympique face au Stade français sur le score de 34-12, le bonus étant décroché également à la 78e minute par l'intermédiaire de Romain Teulet, auteur de 24 points dans cette partie. À noter que les 3 équipes vainqueurs avec bonus sont les seules vainqueurs à domicile de tous leurs matchs (le Racing et Montpellier bien qu'invaincus ont concédé respectivement 1 et 2 nuls). Le Biarritz olympique et le RC Toulon menés respectivement 0-21 et 0-9 à domicile s'imposent finalement respectivement 23-21 et 12-9 face à Perpignan  et La Rochelle qui prennent donc tous deux le point de bonus défensif. Dans la lutte pour le maintien, Brive se fait surprendre à domicile par l'Aviron bayonnais 18-26  et entre pour la 2e fois de la saison (après la 13e journée) dans la zone de relégation d'où sort le SU Agen vainqueur 23-9 de Bourgoin-Jallieu  qui se rapproche un peu plus de la Pro D2.

### Pendant le tournoi des 6 nations
En raison du calendrier serré, les clubs jouent pendant le déroulement du tournoi. Ainsi les 18e et 21e journées ont lieu le même weekend que des matchs de l'Équipe de France. La 19e journée étant un cas à part puisqu'il n'y a pas de match du tournoi mais les internationaux français restent en sélection afin de préparer le match face à l'Angleterre.

#### 18ejournée
Lors du match avancé de cette journée, le Stade rochelais s'incline 19-22 à domicile face au leader toulousain sur une pénalité du demi de mêlée remplaçant Nicolas Bézy à la 79e minute. Cette pénalité représentant les seuls points marqués de la seconde mi-temps. Frédéric Michalak à la 48e pour Toulouse puis Greg Goosen à la 61e et la 70e minute par deux fois pour les locaux ratent plus tôt dans la partie l'occasion de donner l'avantage à leur équipe respective. Le Racing Métro 92 dispose 20-13 du Castres olympique qui reste la seule équipe avec Bourgoin vierge de succès hors de ses bases. Les Castrais encaissent 10 de leurs 20 points durant l'expulsion temporaire du troisième-ligne Steve Malonga. Montpellier décroche le bonus offensif en disposant 29-9 de l'ASM Clermont Auvergne et se replace sur le podium aux dépens de son adversaire. Le Stade français pour sa part dispose du Biarritz olympique 31-18 dans un match marqué par de nombreuses fautes de part et d'autre (6 pénalités marquées de chaque côté). Dans les matchs concernant les équipes du bas de tableau, Brive va chercher un point de bonus défensif au Stade Mayol de Toulon en s'inclinant 16-22 mais reste relégable tandis qu'Agen s'incline 18-31 à Perpignan qui prend le point de bonus offensif à la sirène par l'intermédiaire de l'ailier Julien Candelon, tandis que Bourgoin s'incline 7-24 sur le terrain de l'Aviron bayonnais.

#### 19ejournée
Le premier match de la journée se déroule au Stade Amédée-Domenech où Brive reçoit le Stade français. Les locaux l'emportent 26-10 grâce notamment à leurs buteurs Julien Caminati et Mathieu Belie auteurs respectifs de cinq et deux pénalités. Dans un match spectaculaire, où 9 essais ont été inscrits, le Castres olympique dispose de Montpellier sur le score de 43-29. Pour leur part, le Stade toulousain et l'ASM Clermont Auvergne conservent tous les deux difficilement leur invincibilité à domicile en battant respectivement sur des scores quasiment identiques les clubs basques du Biarritz olympique (23-19) et de l'Aviron bayonnais (24-19). Le Racing Métro 92 reste dauphin de Toulouse en allant gagner en terre rochelaise 32-24. Les maritimes ratent le bonus défensif à la sirène à la suite de la transformation ratée de Benjamin Dambielle de l'essai de Norman Ligairi et redeviennent relégables puisque outre Brive, le SU Agen dispose 23-13 du RC Toulon. Enfin, Bourgoin s'incline 15-32 face à Perpignan malgré les cinq pénalités inscrites par l'ailier Gaëtan Germain auteur de 15 points pour sa première en Top 14.

#### 20ejournée
Dans le match avancé de cette journée, l'ASM Clermont Auvergne dispose 19-12 du RC Toulon dans un match marqué par trois cartons jaunes (Julien Malzieu et Jamie Cudmore côté clermontois, Jean-Philippe Genevois pour Toulon). Deux matchs sont délocalisés pour cette 20e journée. Tout d'abord, l'Aviron bayonnais au Stade d'Anoeta de Saint-Sébastien en Espagne bat le leader toulousain 19-13 grâce notamment à un essai sur interception de Yoann Huget. Vincent Clerc pour sa part marque l'essai toulousain à la 79e minute, transformé par Nicolas Bézy qui offre le bonus défensif aux rouges et noirs. Ensuite, le CSBJ accueille au Stade des Alpes de Grenoble le Racing Métro 92 qui en gagnant 38-19 se rapproche de Toulouse. Cette victoire est assortie du point de bonus offensif obtenu trois minutes après la sirène à la suite d'une interception de l'ailier parisien Julien Saubade. L'autre équipe parisienne, le Stade français se fait battre 9-21 par Perpignan dans un match d'équipes de milieu de tableau. Dans la lutte pour le maintien, le CA Brive fait une mauvaise opération en s'inclinant 12-20 face au Castres olympique qui s'impose pour la première fois de la saison à l'extérieur, Julien Caminati rate l'occasion d'obtenir le point de bonus défensif en manquant une pénalité à la sirène sur la ligne médiane. La Rochelle et Agen obtiennent le point de bonus défensif respectivement à Biarritz et Montpellier dans des conditions difficiles, puisque La Rochelle était mené 11-32 à Biarritz avant de marquer trois essais dans la dernière demi-heure (sans une transformation ratée à la 75e minute par Benjamin Dambielle, les maritimes auraient pu faire match nul), tandis que les Agenais ont décroché leur bonus sur un essai à la sirène.

#### 21ejournée

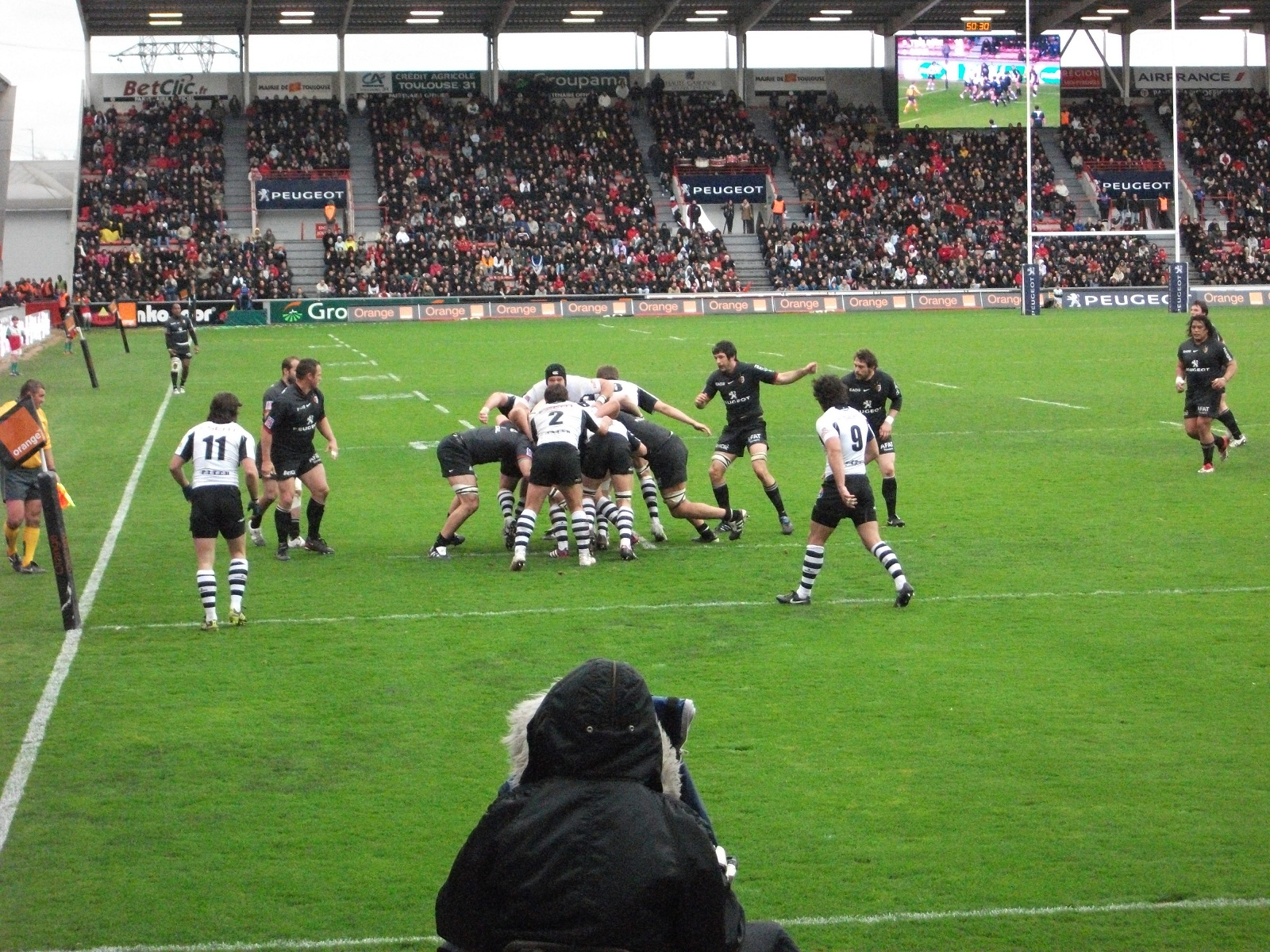
Les joueurs de Toulouse et de Brive au Stade Ernest-Wallon lors de la

Pour la deuxième fois de la saison, toutes les équipes évoluant à domicile l'emportent et toutes les rencontres s'achèvent par le gain d'un bonus (un offensif et six défensifs). Le point de bonus offensif est décroché par le RC Toulon face à Bourgoin, lors d'un match qui officialise la descente des Isérois en Pro D2. Bourgoin aura passé toute la saison dans la zone de relégation. Le Stade rochelais sort justement de cette zone en battant 20 à 16 Montpellier. Les Rochelais sont remplacés dans cette zone par les Brivistes qui rapportent un point de leur déplacement chez le Stade toulousain. Frédéric Michalak, auteur de six pénalités, est l'un des principaux acteurs de la victoire toulousaine. Les Agenais pour leur part, restent 11e, en prenant un point sur le terrain du Stade français. Les Parisiens inscrivent l'essai de la victoire à la 72e minute par l'intermédiaire de l'italien Mauro Bergamasco qui fait son retour dans les rangs parisiens après quatre mois d'absence. Dans la course aux barrages, l'USAP mène 25-16 à la 78e minute du match face à l'Aviron bayonnais mais donne l'occasion à Julien Audy de décrocher le point de bonus défensif, occasion qu'il ne rate pas, ce qui permet aux Basques de ramener un point du stade Aimé-Giral. D'autres Basques, ceux du Biarritz olympique disposent difficilement du Racing métro 92 sur le score de 36-32 dans un match marqué notamment par les deux pénalités de plus de 50 mètres réussies par le Sud-Africain François Steyn. Pour terminer, le Castres olympique garde son invincibilité à domicile en battant 23-19 Clermont qui ne compte toujours qu'un seul succès à l'extérieur depuis le début de la saison (à Bourgoin).

### Vers la phase finale

#### 22ejournée
En match avancé de cette journée, le Castres olympique dispose du RC Toulon 18-12 dans un match qui se résume à un duel de buteurs (6 pénalités pour Romain Teulet contre 4 pour l'anglais Jonny Wilkinson). Castres s'imposant grâce à un très bon début de match (15-0 au bout de 22 minutes), Toulon pour sa part arrache le bonus défensif à la sirène. Dans le derby basque, disputé au stade d'Anoeta de Saint-Sébastien en Espagne, le Biarritz olympique gagne avec bonus offensif contre l'Aviron bayonnais sur le score de 40-10 tandis que dans l'autre match délocalisé de la journée, le Racing Métro 92 bat le Stade toulousain 43-21 au Stade de France avec le point de bonus offensif et se rapproche à un seul point de ces derniers en tête du classement. À noter que ce match s'inscrit dans le cadre du trophée Pierre de Coubertin créé fin 2010 par le président du Racing Jacky Lorenzetti. Ce trophée est gagné par son équipe qui n'avait perdu que 28-23 au match aller. Jonathan Wisniewski (28 points) pour le Racing et Frédéric Michalak (21 points) pour Toulouse sont les principaux acteurs de ce match. Dans la course au maintien, Brive dispose de la lanterne rouge berjalienne sur le score de 50-6, ces 5 points permettent aux brivistes de sortir de la zone rouge où entre le Stade rochelais qui se fait battre à domicile par Perpignan (16-34) qui prend le point de bonus offensif. Enfin, le SU Agen fait également une bonne affaire en battant 26-17 le champion de France clermontois. Dans le dernier match de la journée, disputé le dimanche soir, Montpellier HR conserve difficilement son invincibilité à domicile en gagnant 29-23 face au Stade français après avoir été mené 12-20 jusqu'au carton jaune reçu par le deuxième ligne parisien Pascal Papé à la 64e minute. C'est le tournant du match, puisque les Héraultais marquent 17 points dans les dix minutes suivantes pour mener 29-23, Lionel Beauxis arrachant sur pénalité le bonus défensif à la 78e minute.

#### 23ejournée
Lors du match avancé de cette journée, Toulouse s'impose 25-24 à Perpignan. Les catalans par l'intermédiaire de Jérôme Porical ont raté deux pénalités dans les cinq dernières minutes (76e et 80e) et doivent se contenter du point de bonus défensif. Les toulousains se rapprochent ainsi de la qualification directe en demi-finale puisque leurs trois poursuivants (respectivement le Racing-Métro, Castres et Biarritz) ont tous perdu. Tout d'abord, les parisiens s'inclinent au Stade Jean-Dauger de Bayonne sur le score de 26-16 qui permettent aux locaux de croire encore à la qualification en phase finale du championnat, ensuite, le SU Agen bat Castres 21-16 ce qui permet aux agenais de se rapprocher du maintien puisqu'ils comptent 9 points d'avance en compagnie de Brive sur le premier relégable (La Rochelle) battu justement à Brive qui prend le point de bonus offensif (victoire 26-9), enfin, les biarrots s'inclinent lourdement à Clermont qui obtient une victoire bonifiée sur le score de 41 à 13. Pour terminer, Toulon et Montpellier gardent leurs chances de qualification pour la phase finale en battant respectivement à domicile, le Stade Français 38-10 (avec bonus offensif) et à l'extérieur, 42-27 l'équipe de Bourgoin, deux équipes qui n'ont plus d'enjeux dans ce championnat.

#### 24ejournée
Le SU Agen s'impose difficilement au Stade Marcel-Deflandre de la Rochelle sur le score de 29-19. En effet, les agenais qui menaient 22-19 depuis la 60e minute grâce à une pénalité de Conrad Barnard sont restés dans leurs 22 mètres durant les dernières minutes du match à subir des mêlées adverses. Après 6 minutes d'arrêts de jeu sur un ballon relâché, Silvère Tian, ailier depuis 2 mois à Agen récupère l'ogive et aplatit dans l'en-but rochelais. Cet essai transformé permet à son équipe d'assurer son maintien tout en privant de bonus défensif La Rochelle qui se rapproche de la Pro D2. Leur dernier concurrent pour le maintien, Brive doit alors prendre un point en trois matchs pour se maintenir. En s'inclinant 52-26 à Biarritz, dans un match spectaculaire (8 essais à 4) les brivistes manquent cette occasion tandis que les biarrots avec cette victoire bonifiée prennent la 5e place du championnat. Perpignan dispose 23-16 du Racing-Métro qui décroche le point de bonus défensif à la sirène grâce à l'essai de 60 mètres de Sébastien Chabal transformé par Jonathan Wisniewski tandis que Montpellier s'incline à domicile 17-22 face à Bayonne pour sa première défaite à domicile en championnat depuis le 22 février (défaite 17-22 également face à Bayonne), enfin, Castres s'impose 33-15 au Stade Pierre-Rajon de Bourgoin dans un match marqué par un KO de l'arbitre David Rosich pris en sandwich par Erwan Iapteff (de Bourgoin) et Yannick Caballero (de Castres) en début de seconde mi-temps. Deux matchs de la journée étaient délocalisés ce qui a permis de battre le record d'affluence sur une journée de TOP 14 avec 179.916 spectateurs dans les stades (25.702 de moyenne). Le premier de ces deux matchs se déroule au Stade de France, où le Stade Français délocalise ses matchs depuis plusieurs années. Il s'incline 12-20 face à Clermont qui décroche sa deuxième victoire de la saison en déplacement, le deuxième a lieu au Stade Vélodrome de Marseille où le RC Toulon dispose 21-9 d'un Stade toulousain remanié grâce notamment à deux essais de Paul Sackey qui marque durant ce match autant d'essais que depuis le début de la saison.

#### 25ejournée

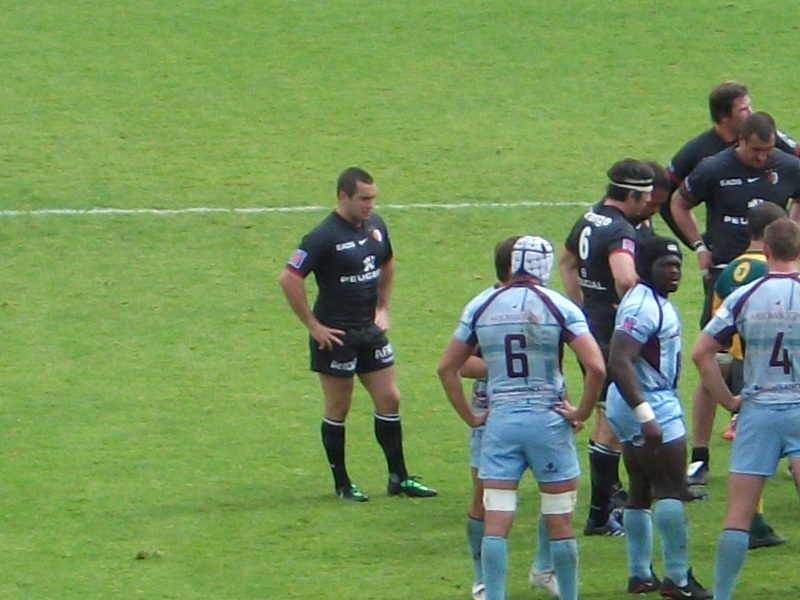
Jean-Marc Doussain, le demi de mêlée du Stade toulousain, face à Bourgoin au stade Ernest Wallon lors de la

Cette journée profite aux équipes à domicile, puisque pour la troisième fois de la saison, toutes s'imposent et comme pour les deux premières fois, des points de bonus sont distribués dans tous les matchs (5 offensifs et 2 défensifs). La Rochelle qui devait gagner ses deux derniers matchs avec bonus offensif (tout en espérant que Brive ne prenne aucun point) pour espérer se maintenir est officiellement relégué après sa défaite sans surprise à Clermont (meilleure équipe à domicile de la saison régulière avec 13 victoires agrémentées de 7 points de bonus) sur le score de 34 à 10 qui grâce à cette victoire bonifiée se qualifie pour la phase finale du championnat,. Trois autres équipes se qualifient pour la phase finale du championnat : ce sont Toulouse le leader du championnat depuis la 11e journée qui atomise 33-0 Bourgoin et qui assure au passage sa qualification pour les demi-finales, son dauphin le Racing-Métro qui dispose dans un match spectaculaire (7 essais à 4) d'Agen 51-34 tout en prenant le point de bonus offensif à la sirène grâce à un essai de Sébastien Chabal (son deuxième du match). À noter que c'est la deuxième fois d'affilée que Chabal apporte un point dans les dernières secondes du match à son équipe. Enfin, le dernier ticket pris à l'issue de cette journée est pour le Castres olympique vainqueur 16-13 de Biarritz. Ces quatre équipes sont les seules invaincues à domicile en saison régulière. Perpignan s'incline largement à Toulon 12-43 qui prend sa revanche du quart de finale de coupe d'Europe disputé deux semaines plus tôt. Les toulonnais prennent la cinquième place du championnat tandis que les perpignanais perdent quasiment toute chance d'aller en phase finale (il faudrait alors un important concours de circonstances). Bayonne large vainqueur (54-20) d'un Stade Français remanié en perspective de la demi-finale du challenge européen conserve ses chances de qualification tandis que Montpellier qui est dans le groupe des qualifiables depuis la 2e journée, en sort à la suite de sa défaite 23-21 à Brive maintenu officiellement dans l'élite quelques heures plus tôt due notamment à une pénalité de Mathieu Belie à la 76e minute du match.

#### 26ejournée

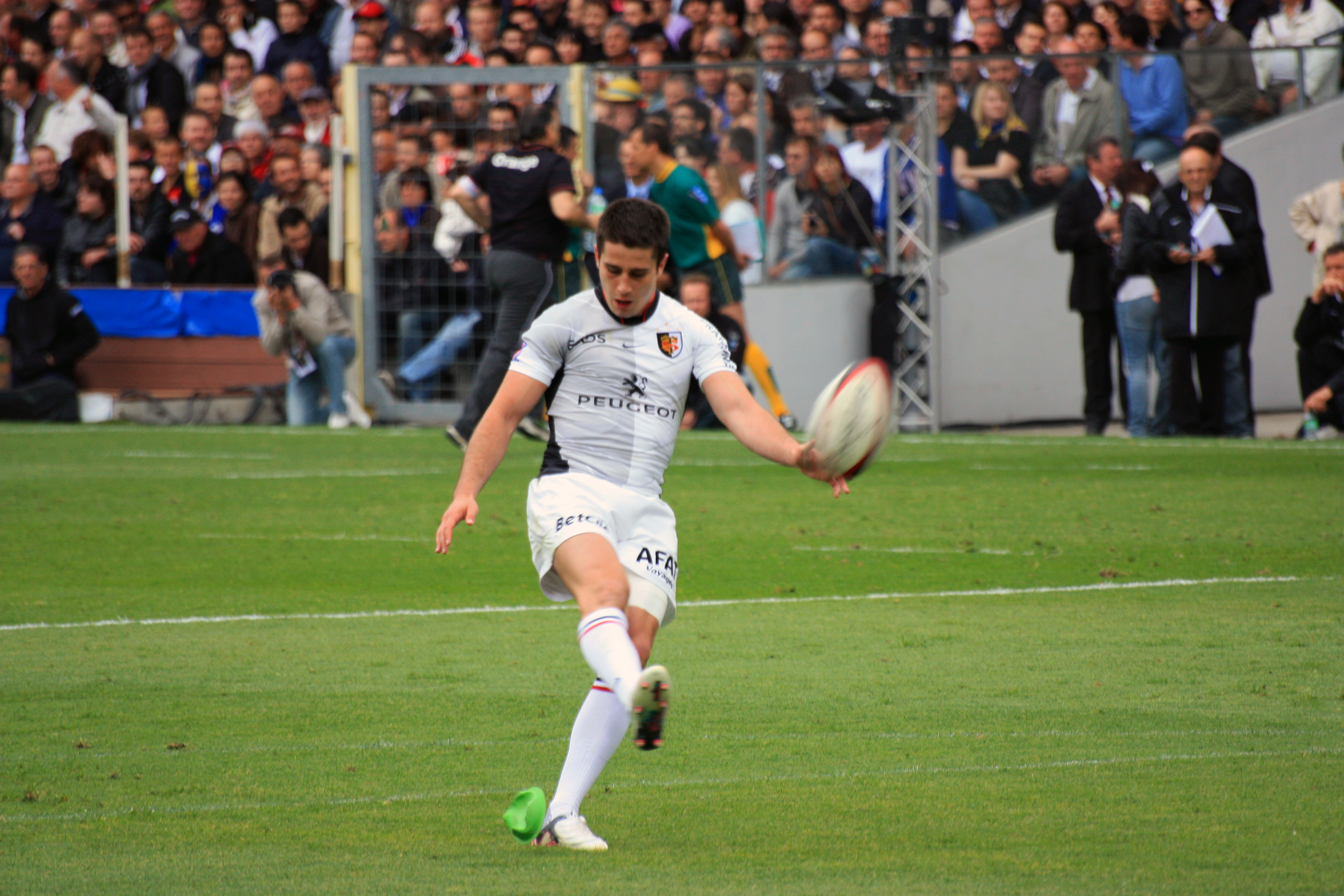
Nicolas Bézy tente une transformation pendant le match Stade toulousain-Clermont lors de la.

Pour son dernier match comme entraîneur de Perpignan, Jacques Brunel voit son équipe s'incliner 10-29 face à Castres qui décroche ainsi la 3e place du championnat qui est assortie d'un match de barrage à domicile. Le Stade toulousain décroche la première place de la saison régulière en disposant 15-6 de Clermont. Les jaunards perdent une place au classement et conservent à la différence de points particulière, la possibilité de disputer le match de barrage à domicile. Ils terminent à égalité de points avec le Biarritz Olympique qui s'impose difficilement 22-18 chez la lanterne rouge berjalienne et qui échoue donc à la 5e place car les rouge et blanc n'ont pas pris le point de bonus offensif. À noter, que les berjalliens prennent à cette occasion de leur 17e défaite consécutive leur seul point de la phase retour du championnat. L'autre équipe à finir avec 72 points est Montpellier qui s'impose avec bonus 27-3 contre le RC Toulon qui finit le championnat à la huitième place. Biarritz et Montpellier sont donc les deux dernières équipes qualifiées pour la phase finale, que le Racing Métro commencera en demi-finale grâce à sa victoire 29-16 sur la pelouse du Stade français au Stade Charléty grâce à un premier quart d'heure de feu (17-3 dont 3 essais). Bayonne n'aura donc pas réussi à se qualifier, malgré sa 4e victoire consécutive, décrochée sur le terrain de la Rochelle sur le score de 30 à 17. Cette victoire n'est pas bonifiée, mais cela n'aurait pas changé le destin des bayonnais qui devaient compter notamment sur une victoire à 4 points de Montpellier. Le seul match sans enjeu de cette journée voit Agen s'imposer largement 36-10 (6 essais à 1) face Brive dans le match des équipes qui ont lutté longtemps pour le maintien avec la Rochelle. Cette victoire permet aux agenais de finir à la 10e place du championnat, ce qui est leur meilleur classement de la saison.

### Phase finale

#### Barrages
Le premier barrage oppose l'ASM Clermont Auvergne au Biarritz olympique au Stade Marcel-Michelin. À noter que les deux équipes ont chacun gagné leur match de championnat à domicile (16-13 pour Biarritz et 41-13 pour Clermont). Clermont marque les premiers points du match par l'intermédiaire d'Anthony Floch d'une pénalité consécutive à une faute au sol biarrote de la ligne médiane à la 14e minute. Biarritz égalise à la 20e minute à la suite d'une faute de la première ligne clermontoise, le but est passé par Dimitri Yachvili. Après un essai refusé sur la remise en jeu, les clermontois, vont encaisser deux essais de Yachvili (30e) et Peyrelongue (37e) respectivement dus à un bon placage de Peyrelongue et un coup de pied contré de Brock James. Deux essais à zéro passe transformés par Yachvili et le BO mène 17-3. Morgan Parra réduit l'écart sur pénalité et Biarritz vire en tête sur le score de 17-6. À la 57e minute, Iain Balshaw l'arrière biarrot écope d'un carton jaune pour un acte d'anti-jeu, dans la foulée James joue rapidement la pénalité et marque un essai transformé par Parra, le score est alors de 17-13 pour Biarritz. Juste après le retour de Balshaw, son coéquipier Marcelo Bosch rate un drop de 30 mètres. Sur l'action du renvoi, un coup de pied à suivre de Kini Murimurivalu arrive dans l'en-but biarrot, Bosch est le premier sur le ballon, mais ne le contrôle pas, Alexandre Lapandry en profite pour marquer un essai confirmé par la vidéo. Après la transformation de Parra, cela fait 20-17 pour Clermont. À la 73e minute, Clermont assure sa qualification à la suite d'un essai de Julien Malzieu transformé par James. Malgré une séance de pick and go à la fin du match, Biarritz ne marquera plus de points. Clermont s'impose donc 27-17, se qualifie pour les demi-finales et fini le championnat invaincu à domicile.
Le deuxième barrage de cette phase finale oppose le Castres olympique au Montpellier HR au Stade Pierre-Antoine. À noter que les deux équipes ont chacun gagné leur match de championnat à domicile (43-29 pour Castres et 23-12 pour Montpellier). Les castrais ouvrent le score avec un essai de Ibrahim Diarra à la 5e minute. Cet essai est transformé par Romain Teulet qui venait auparavant de rater une pénalité. Les montpelliérains vont ensuite revenir dans la partie. Ils réduisent tout d'abord l'écart 3 minutes plus tard, à la suite d'une pénalité de Martin Bustos Moyano consécutive à une faute au sol de Mathieu Bonello. À la 22e minute, à la suite d'une faute au sol de Luc Ducalcon, Montpellier obtient une nouvelle pénalité, manquée par Moyano. Sept minutes, plus tard, à la suite d'une pénalité rapidement jouée par le demi de mêlée de Montpellier Julien Tomas, Bonello fait un acte d'anti-jeu et écope d'un carton jaune, Moyano passe la pénalité ce qui permet à son équipe de revenir à un point (6-7). À la 33e minute, la mêlée castraise réduite à sept à la suite du carton jaune se met à la faute par l'intermédiaire de Yannick Forestier ce qui permet à Moyano d'enquiller sa troisième pénalité et à son équipe de passer devant pour la première fois du match (9-7). Deux minutes, plus tard à la suite d'un ballon récupéré dans leurs 30 mètres, les castrais enchaînent les temps de jeu et se retrouvent à 3 mètres de la ligne héraultaise, Juan Figallo se met à la faute en empêchant la libération du ballon et écope à son tour d'un carton jaune. Les castrais décident alors de prendre la mêlée. Les montpelliérains réussissent à se dégager mais ils se remettent à la faute. À la suite d'une nouvelle mêlée castraise, Naama Leleimalefaga pousse en travers, l'arbitre décide alors d'accorder un essai de pénalité aux tarnais, qui prennent donc l'avantage juste à la sirène (14-9). Les héraultais vont renverser la situation rapidement à la suite de deux nouvelles pénalités de Moyano consécutives (44 et 47e minute) à la suite respectivement d'un écran de Forestier sur une touche castraise, et d'un en-avant volontaire de Bonello. Ils mènent ainsi 15-14. Romain Teulet rate sa deuxième pénalité du match (50e) avant d'en réussir une, quatre minutes plus tard à la suite d'un plaquage haut de Aliki Fakate qui prend un carton jaune sur cette action. Castres mène alors 17-15. Sur le renvoi, le centre Santiago Fernandez tente un drop qui passe à côté. À la 62e minute, le pack castrais obtient une pénalité à 10 mètres de l'en-but héraultais. Castres tente la pénaltouche mais ne marque pas de points. À la 71e minute, la première ligne castraise est pénalisée ce qui permet à Moyano de réussir sa sixième pénalité (sur sept tentatives) et à son équipe de reprendre l'avantage (18-17). À noter, que les dix-huit points montpelliérains proviennent de six fautes de joueurs de la première-ligne castraise. Une minute avant la fin, Figallo se met à la faute ce qui permet à Castres d'obtenir une pénalité à 43 mètres sur la gauche. Teulet échoue pour la troisième fois du match. Castres obtient une touche quelques secondes plus tard, mais elle est interceptée. Montpellier obtient sa première qualification de l'histoire en demi-finales tandis que Castres concède sa seule défaite de la saison à domicile. C'est la première victoire pour une équipe jouant à l'extérieur depuis l'instauration des barrages la saison dernière.

## Résultats détaillés

### Phase régulière

#### Tableau synthétique des résultats
L'équipe qui reçoit est indiquée dans la colonne de gauche.
| Clubs            | AGE   | BAY   | BIA   | BOU   | BRI   | CAS   | CLE   | MHR   | SFR   | PER   | RAC   | ROC   | RCT   | TOU   |
| ---------------- | ----- | ----- | ----- | ----- | ----- | ----- | ----- | ----- | ----- | ----- | ----- | ----- | ----- | ----- |
| SU Agen          |       | 21-3  | 28-23 | 26-9  | 36-10 | 21-16 | 26-17 | 6-35  | 12-27 | 23-23 | 21-20 | 29-14 | 23-12 | 8-25  |
| Aviron bayonnais | 27-0  |       | 19-22 | 24-7  | 19-18 | 25-22 | 18-16 | 18-29 | 54-20 | 25-26 | 26-16 | 23-14 | 20-9  | 19-13 |
| Biarritz O.      | 65-22 | 40-10 |       | 37-20 | 52-26 | 17-17 | 16-13 | 30-22 | 19-11 | 23-21 | 36-32 | 32-30 | 3-13  | 25-20 |
| Bourgoin-Jallieu | 22-15 | 23-28 | 18-22 |       | 18-3  | 22-33 | 12-25 | 27-42 | 16-26 | 15-32 | 19-32 | 14-44 | 3-26  | 11-35 |
| CA Brive         | 12-30 | 18-26 | 21-27 | 50-6  |       | 12-20 | 29-22 | 23-21 | 26-10 | 26-11 | 18-23 | 26-9  | 27-9  | 16-16 |
| Castres O.       | 38-11 | 25-16 | 16-13 | 41-24 | 28-6  |       | 23-19 | 43-29 | 34-12 | 23-13 | 31-25 | 25-10 | 18-12 | 22-16 |
| ASM Clermont     | 45-19 | 24-19 | 41-13 | 34-9  | 33-9  | 24-6  |       | 27-10 | 27-3  | 22-16 | 31-15 | 34-10 | 19-12 | 32-25 |
| Montpellier HR   | 25-24 | 17-22 | 22-16 | 28-3  | 35-9  | 23-12 | 29-9  |       | 29-23 | 12-12 | 36-19 | 26-6  | 27-3  | 22-21 |
| Stade français   | 22-18 | 20-24 | 31-18 | 43-12 | 27-29 | 40-34 | 12-20 | 30-13 |       | 9-21  | 16-29 | 41-26 | 22-15 | 31-3  |
| USA Perpignan    | 31-18 | 25-19 | 17-12 | 27-20 | 23-16 | 10-29 | 21-13 | 6-16  | 22-21 |       | 23-16 | 21-16 | 20-29 | 24-25 |
| Racing Métro 92  | 51-34 | 15-9  | 17-12 | 51-20 | 6-6   | 20-13 | 28-17 | 28-16 | 15-13 | 18-18 |       | 43-18 | 15-12 | 43-21 |
| Stade rochelais  | 19-29 | 17-30 | 23-29 | 20-12 | 26-21 | 22-17 | 22-14 | 20-16 | 26-26 | 16-34 | 24-32 |       | 13-15 | 19-22 |
| RC Toulon        | 41-10 | 22-26 | 38-26 | 39-17 | 22-16 | 22-15 | 28-16 | 29-13 | 38-10 | 43-12 | 31-36 | 12-9  |       | 21-9  |
| Stade toulousain | 44-24 | 29-20 | 23-19 | 33-0  | 23-22 | 23-16 | 15-6  | 29-9  | 34-16 | 38-29 | 28-23 | 50-3  | 44-5  |       |

|  | Victoire à domicile |  | Match nul |  | Défaite à domicile |

#### Détail des résultats
Les points marqués par chaque équipe sont inscrits dans les colonnes centrales (3-4) alors que les essais marqués sont donnés dans les colonnes latérales (1-6). Les points de bonus sont symbolisés par une bordure bleue pour les bonus offensifs (trois essais de plus que l'adversaire), orange pour les bonus défensifs (défaite avec au plus sept points d'écart), rouge si les deux bonus sont cumulés.

#### Évolution du classement
| Club                 | 1  | 2  | 3  | 4  | 5  | 6  | 7  | 8  | 9  | 10 | 11 | 12 | 13 | 14 | 15 | 16 | 17 | 18 | 19 | 20 | 21 | 22 | 23 | 24 | 25 | 26 |
| -------------------- | -- | -- | -- | -- | -- | -- | -- | -- | -- | -- | -- | -- | -- | -- | -- | -- | -- | -- | -- | -- | -- | -- | -- | -- | -- | -- |
| SU Agen              | 13 | 14 | 13 | 13 | 13 | 13 | 13 | 13 | 14 | 14 | 13 | 13 | 11 | 12 | 11 | 13 | 11 | 12 | 11 | 11 | 11 | 11 | 11 | 11 | 11 | 10 |
| Aviron bayonnais     | 7  | 2  | 6  | 2  | 1  | 1  | 4  | 6  | 8  | 10 | 10 | 9  | 8  | 7  | 8  | 8  | 8  | 7  | 6  | 7  | 8  | 9  | 9  | 9  | 8  | 7  |
| Biarritz olympique   | 3  | 9  | 10 | 11 | 11 | 8  | 8  | 7  | 7  | 5  | 4  | 4  | 4  | 5  | 7  | 4  | 4  | 6  | 8  | 6  | 5  | 4  | 6  | 5  | 6  | 5  |
| CS Bourgoin-Jallieu  | 14 | 13 | 14 | 14 | 14 | 14 | 14 | 14 | 13 | 13 | 14 | 14 | 14 | 14 | 14 | 14 | 14 | 14 | 14 | 14 | 14 | 14 | 14 | 14 | 14 | 14 |
| CA Brive             | 9  | 4  | 11 | 12 | 8  | 6  | 10 | 11 | 11 | 11 | 11 | 12 | 13 | 11 | 12 | 12 | 13 | 13 | 12 | 12 | 13 | 12 | 12 | 12 | 12 | 12 |
| Castres olympique    | 10 | 8  | 3  | 7  | 4  | 11 | 7  | 10 | 10 | 9  | 6  | 6  | 6  | 4  | 6  | 7  | 6  | 8  | 5  | 5  | 3  | 3  | 4  | 3  | 4  | 3  |
| ASM Clermont         | 12 | 7  | 2  | 6  | 3  | 5  | 9  | 8  | 6  | 8  | 5  | 7  | 7  | 6  | 4  | 5  | 2  | 5  | 3  | 3  | 4  | 7  | 5  | 4  | 3  | 4  |
| Stade rochelais      | 6  | 11 | 7  | 9  | 12 | 12 | 12 | 12 | 12 | 12 | 12 | 11 | 12 | 13 | 13 | 11 | 12 | 11 | 13 | 13 | 12 | 13 | 13 | 13 | 13 | 13 |
| Montpellier HR       | 11 | 5  | 5  | 3  | 5  | 3  | 2  | 1  | 2  | 1  | 2  | 2  | 2  | 2  | 2  | 3  | 5  | 3  | 4  | 4  | 6  | 5  | 3  | 6  | 7  | 6  |
| Stade français Paris | 1  | 1  | 4  | 1  | 6  | 10 | 11 | 9  | 9  | 6  | 9  | 10 | 9  | 9  | 9  | 9  | 9  | 9  | 10 | 10 | 10 | 10 | 10 | 10 | 10 | 11 |
| USA Perpignan        | 4  | 10 | 12 | 10 | 10 | 9  | 6  | 5  | 5  | 7  | 8  | 8  | 10 | 10 | 10 | 10 | 10 | 10 | 9  | 9  | 9  | 6  | 8  | 8  | 9  | 9  |
| Racing Métro 92      | 5  | 12 | 8  | 4  | 7  | 2  | 1  | 2  | 1  | 3  | 3  | 3  | 3  | 3  | 3  | 2  | 3  | 2  | 2  | 2  | 2  | 2  | 2  | 2  | 2  | 2  |
| RC Toulon            | 8  | 6  | 9  | 8  | 9  | 7  | 5  | 4  | 4  | 4  | 7  | 5  | 5  | 8  | 5  | 6  | 7  | 4  | 7  | 8  | 7  | 8  | 7  | 7  | 5  | 8  |
| Stade toulousain     | 2  | 3  | 1  | 5  | 2  | 4  | 3  | 3  | 3  | 2  | 1  | 1  | 1  | 1  | 1  | 1  | 1  | 1  | 1  | 1  | 1  | 1  | 1  | 1  | 1  | 1  |

### Phase finale

#### Barrages
| 13 mai 2011 21h00 CET | ASM Clermont Auvergne | 27 - 17 (6 - 17) | Biarritz olympique                                                                                                  | Stade Marcel-Michelin, Clermont-Ferrand 16 794 spectateurs Arbitre : Jean-Luc Rebollal |
| 13 mai 2011 21h00 CET | Essai(s) : James (57e), Lapandry (68e), Malzieu (73e) Transformation(s) : Parra 2 (57e, 68e), James (73e) Pénalité(s) : Floch (14e), Parra (40e+2) |                  | Essai(s) : Yachvili (30e), Peyrelongue (37e) Transformation(s) : Yachvili 2 (30e, 37e) Pénalité(s) : Yachvili (20e) | Stade Marcel-Michelin, Clermont-Ferrand 16 794 spectateurs Arbitre : Jean-Luc Rebollal |
| 13 mai 2011 21h00 CET | |                  | | Stade Marcel-Michelin, Clermont-Ferrand 16 794 spectateurs Arbitre : Jean-Luc Rebollal |

| 14 mai 2011 16h25 CET | Castres olympique                                                                                                   | 17 - 18 (14 - 9) | Montpellier HR                                              | Stade Pierre-Antoine, Castres 10 012 spectateurs Arbitre : Franck Maciello |
| 14 mai 2011 16h25 CET | Essai(s) : Ibrahim Diarra (5e), de pénalité (40e) Transformation(s) : Teulet 2 (5e, 40e) Pénalité(s) : Teulet (54e) |                  | Pénalité(s) : Bustos Moyano 6 (8e, 29e, 33e, 44e, 47e, 71e) | Stade Pierre-Antoine, Castres 10 012 spectateurs Arbitre : Franck Maciello |
| 14 mai 2011 16h25 CET | |                  |                                                             | Stade Pierre-Antoine, Castres 10 012 spectateurs Arbitre : Franck Maciello |

### Demi-finales

#### Demi-finale 1
(mt : 13 – 6)
Points marqués :
- Toulouse: 2 essais de Caucaunibuca (8e, 80e+2) ; 2 transformations de Skrela (9e), Bézy (80e+3) ; 5 pénalités de Skrela (5e, 22e, 46e, 53e) et Bézy (78e)
- Clermont : 2 pénalités de Floch (14e), Parra (35e)

Évolution du score : 3-0, 10-0, 10-3, 13-3, 13-6, 16-6, 19-6, 22-6, 29-6
Arbitre : Jérôme Garcès
Résumé
Il y a deux ans, les deux équipes s'étaient affrontées au même stade de la compétition pour une victoire 19-9 de Clermont. L'ASM Clermont Auvergne et le Stade toulousain ont gagné chacun leur match à domicile cette saison (32-25 pour Clermont et 15-6 pour Toulouse). D'ailleurs, la dernière rencontre jouée par les toulousains est celle disputée face aux jaunards, puisque les rouge et noir se sont qualifiés pour les demi-finales sans disputer les barrages. À la 5e minute du match, à la suite d'une relance depuis son en-but de Cédric Heymans et poursuivie par les toulousains, Clément Poitrenaud échoue près de la ligne d'essai clermontoise. Les auvergnats s'étant mis hors-jeu, David Skrela passe une pénalité de 13m face aux poteaux. Sur une touche situé dans leurs 30 mètres, le lancer de William Servat capté par son coéquipier Jean Bouilhou permet aux toulousains de développer une action relayée par Skrela. Yannick Jauzion perfore la défense auvergnate et passe la balle à Poitrenaud qui fixe le dernier défenseur et effectue une passe à Rupeni Caucaunibuca qui aplatit entre les poteaux ce qui permet à Skrela de passer facilement la transformation. Toulouse mène donc 10-0 alors que la 10e minute n'a pas encore été jouée. À la 14e minute, Census Johnston, le pilier samoan toulousain se met à la faute lors d'une entrée en mêlée, l'arrière Anthony Floch passe la pénalité d'une soixantaine de mètres et permet à son équipe de revenir à 10-3. Quelques minutes plus tard, Thibaut Privat se met à la faute en entrant sur le côté lors d'un regroupement, ce qui permet à Skrela de passer une pénalité. 5 minutes avant la mi-temps, c'est Thierry Dusautoir qui fait une faute au sol, Morgan Parra passe le but de 50 mètres en coin et permet à Clermont de revenir à 13-6. Juste avant la mi-temps, sur une faute de la première ligne toulousaine sur une mêlée, Parra a l'occasion d'inscrire trois points, mais la balle heurte le poteau et le score en reste là. En seconde mi-temps, les clermontois accumulent les fautes et encaissent deux nouvelles pénalités de Skrela (46e et 53e minute) consécutives à une mauvaise entrée en mêlée de Lionel Faure et à une faute au sol de Elvis Vermeulen, ce qui fait grimper le score à 19-6 en faveur de Toulouse. Aux 61e, 63e et 72e minute, le remplaçant de Skrela, Nicolas Bézy rate trois occasions supplémentaires d'aggraver le score, les toulousains ayant en plus une occasion d'essai, avortée à la suite d'une mauvaise transmission de Jauzion pour Caucaunibuca (65e). Juste avant la fin du temps réglementaire, à la suite d'une nouvelle faute clermontoise lors d'une entrée en mêlée, Bézy passe sa première pénalité et permet à son équipe de mener 22-6. À la sirène, les clermontois tentent de sauver l'honneur mais à la suite d'une perte de balle de Kini Murimurivalu dans les 22 mètres toulousains, Caucaunibuca récupère la balle, tape à suivre et aplatit entre les perches pour son deuxième essai personnel qui est transformé par Bézy. Le match se termine alors par la victoire toulousaine sur le score de 29 à 6.
| Stade toulousain · Titulaires · Cédric Heymans 15 · 8e 80+3e Rupeni Caucaunibuca 14 · Yannick Jauzion 13 · 68e Clément Poitrenaud 12 · Maxime Médard 11 · 59e David Skrela 10 · Jean-Marc Doussain 9 · 73e Louis Picamoles 8 · (cap.) Thierry Dusautoir 7 · 59e Jean Bouilhou 6 · Patricio Albacete 5 · 53e Romain Millo-Chluski 4 · 53e Census Johnston 3 · 24e William Servat 2 · 13e Daan Human 1 · Remplaçants · 24e Virgile Lacombe 16 · 13e Jean-Baptiste Poux 17 · 53e Yoann Maestri 18 · 59e Yannick Nyanga 19 · 59e Nicolas Bézy 20 · 68e Florian Fritz 21 · 73e Shaun Sowerby 22 · 53e Johnson Falefa 23 · Entraîneurs · Guy Novès, Yannick Bru, Jean-Baptiste Élissalde |  | ASM Clermont Auvergne · Titulaires · 15 Anthony Floch 61e · 14 Wesley Fofana · 13 Marius Joubert · 12 Gonzalo Canale · 11 Julien Malzieu · 10 Brock James · 9 Morgan Parra 72e · 8 Elvis Vermeulen · 7 Alexandre Lapandry · 6 Julien Bonnaire 53e · 5 Thibaut Privat (cap.) 59e · 4 Jamie Cudmore 45e 59e · 3 Martín Scelzo 42e · 2 Mario Ledesma 45e · 1 Lionel Faure 53e · Remplaçants · 16 Ti'i Paulo 45e · 17 Vincent Debaty 53e · 18 Julien Pierre 53e · 19 Sione Lauaki 45e 59e · 20 Kevin Senio 72e · 21 Kini Murimurivalu 61e · 22 Alexandre Audebert 59e · 23 Davit Zirakashvili 42e · Entraîneurs · Vern Cotter, Franck Azéma |

#### Demi-finale 2
(mt : 6 – 13)
Points marqués :
- Racing: 3 essais de Bobo (51e), Wisniewski (61e), Qovu (74e) ; 2 transformations de Wisniewski (62e, 75e) ; 2 pénalités de Steyn (3e) et Wisniewski (16e)
- Montpellier: 2 essais de Mirande (32e), Fernandez (41e) ; 2 transformations de Bustos Moyano (33e, 42e) ; 4 pénalités de Bustos Moyano (12e, 18e, 50e, 78e)

Évolution du score : 3-0, 3-3, 6-3, 6-6, 6-13, 6-20, 6-23, 11-23, 18-23, 25-23, 25-26
Arbitre : Romain Poite
Résumé
Le Montpellier HR et le Racing Métro 92 ont tous les deux gagné leur match de championnat à domicile cette saison (36-19 à Montpellier avec le point de bonus offensif et 28-16 à Colombes). Dès les premières secondes, les Racingmen sont à l'attaque et se procurent une pénalité à 30 mètres ds poteaux à la suite d'un plaquage haut de Timoci Nagusa sur Henry Chavancy. Jonathan Wisniewski la rate. À la troisième minute à la suite d'une faute au sol du troisième-ligne aile montpelliérain Mamuka Gorgodze, François Steyn marque les premiers points du Racing d'une pénalité de 45 mètres. Neuf minutes plus tard, Martín Bustos Moyano d'une pénalité de 23 mètres remet les équipes à égalité à la suite d'un hors-jeu. Sur l'engagement les franciliens se procurent une occasion d'essai annihilée par Fabien Rofes auteur d'un plaquage sans ballon sur Mathieu Lorée, l'avantage ne donnant rien, l'arbitre revient à la faute et adresse un carton à Rofes. Dans la foulée, le Racing rate un drop par l'intermédiaire de Wisniewski avant d'obtenir une pénalité à la suite d'une faute de Gorgodze. Wisniewski marque la pénalité en coin d'un quarantaine de mètres (16e minute). Sur l'engagement, les montpelliérains obtiennent une mêlée à 5 mètres de l'en-but adverse à la suite d'un en-avant de Steyn. Sur celle-ci les sudistes ne sont pas loin de marquer un essai, mais il est refusé par la vidéo. L'arbitre revient à une pénalité sur la mêlée. À 15 mètres face aux poteaux, Bustos Moyano égalise à 6-6. À la 22e minute, le Racing se procure une mêlée à une trentaine de l'en-but adverse. Grâce à sa supériorité numérique en mêlée (huit joueurs contre sept) les parisiens avancent d'une dizaine de mètres et se procurent une nouvelle pénalité, qui est ratée par Wisniewski. Le demi d'ouverture parisien rate un drop cinq minutes plus tard. À la 32e minute, Aliki Fakate perce la défense du Racing et transmet la balle à Mirande qui marque le premier essai du match transformé par Bustos Moyano. Avant la mi-temps, Nagusa (37e) et Fulgence Ouedraogo (38e minutes) sont proches de marquer l'essai du break, mais le score reste de 13-6 en faveur de Montpellier à la mi-temps. Dès le retour des vestiaires, François Trinh-Duc récupère la balle dans un regroupement et la transmet à Santiago Fernandez qui marque le deuxième essai de la partie. Avec la transformation de Bustos Moyano, les Montpelliérains mènent 20-6. Des Montpelliérains qui creusent l'écart par Bustos Moyano à la 50e minute à la suite d'une faute au sol de Jacques Cronjé à 25 mètres face aux poteaux. Sur l'engagement, Benjamin Fall récupère la balle dans ses 22 mètres et slalome dans la défense sudiste pour transmettre dans les 22 mètres à Sireli Bobo qui aplatit. Wisniewski ne transforme pas l'essai et le Racing réduit l'écart à 11-23. Sur l'action de l'essai, Trinh-Duc auteur d'un plaquage cathédrale sur Fall écope d'un carton jaune. Le Racing investit le camp du MHR et se procure une pénaltouche à 5 mètres de l'en-but. Après plusieurs regroupements, Wisniewski aplatit et transforme son essai. Montpellier ne mène plus que 23-18 alors qu'il reste 18 minutes à jouer. Juan Pablo Orlandi entré à la 63e minute, plonge dans un regroupement quatre minutes après son entrée en jeu. De 55 mètres en coin, Bustos Moyano rate son premier coup de pied de la journée. Le Racing reprend le contrôle du jeu et se procure plusieurs pénalités consécutives (73e et 74e) mais prennent à chaque fois la pénaltouche. Sur la deuxième, Jone Qovu résiste à un plaquage de Gorgodze et marque le troisième essai de son équipe, qui transformé par Wisniewki permet aux parisiens de repasser en tête 25-23. Mais à la 78e minute à la suite d'un plongeon dans un regroupement de Carlo Festuccia, Bustos Moyano marque sa quatrième pénalité du match et redonne l'avantage au MHR. Sur le renvoi, le Racing récupère la balle et avance dans le camp montpelliérain. Après la sirène, Wisniewski rate sa troisième tentative de drop de la journée. Benjamin Thiéry récupère la balle et tape en touche. Montpellier se qualifie sur ce score de 26 à 25.
| Racing Métro 92 · Titulaires · Benjamin Fall 15 · 51e Sireli Bobo 14 · Henry Chavancy 13 · François Steyn 12 · Julien Saubade 11 · 61e Jonathan Wisniewski 10 · 47e Mathieu Lorée 9 · Jacques Cronjé 8 · 47e Alvaro Galindo 7 · 42e 47e 70e Johnny Leo'o 6 · (cap.) Lionel Nallet 5 · 46e Karim Ghezal 4 · 63e Benjamin Sa 3 · 65e Benjamin Noirot 2 · 43e Julien Brugnaut 1 · Remplaçants · 65e Carlo Festuccia 16 · 43e Andrea Lo Cicero 17 · 46e 74e Jone Qovu 18 · 42e Sébastien Chabal 19 · 47e Nicolas Durand 20 · Mirco Bergamasco 21 · 70e Rémy Vaquin 22 · 63e Juan Pablo Orlandi 23 · Entraîneurs · Pierre Berbizier, Simon Mannix |  | Montpellier HR · Titulaires · 15 Benjamin Thiéry · 14 Timoci Nagusa · 13 Sylvain Mirande 32e 67e · 12 Santiago Fernandez 41e · 11 Martín Bustos Moyano · 10 François Trinh-Duc 52e à 62e · 9 Julien Tomas 60e · 8 Sakiusa Matadigo · 7 Mamuka Gorgodze 17e 25e · 6 Fulgence Ouedraogo (cap.) · 5 Aliki Fakate 58e · 4 Drikus Hancke 60e · 3 Giorgi Jgenti 70e · 2 Fabien Rofes 14e à 24e 60e · 1 Juan Figallo 64e 75e · Remplaçants · 16 Joan Caudullo 17e 25e 60e · 17 Naama Leleimalefaga 64e · 18 Mickael De Marco 58e · 19 Vassili Bost 60e · 20 Benoît Paillaugue 60e · 21 Pierre Berard · 22 Grant Rees 67e · 23 Kévin Kervarec 70e 75e · Entraîneurs · Fabien Galthié, Éric Béchu, Didier Bès |

### Finale
(mt : 3 – 7)
Points marqués :
- Toulouse: 5 pénalités de Skrela (38e, 48e, 66e) et Bézy (71e, 75e)
- Montpellier : 1 essai de Nagusa (27e)
1 transformation de Bustos Moyano (28e)
 1 drop de Trinh-Duc (41e)

Évolution du score : 0-7, 3-7, 3-10, 6-10, 9-10, 12-10, 15-10
Arbitre : Patrick Péchambert
Résumé
Cette finale oppose la meilleure équipe de la saison régulière qualifiée pour la phase finale (le Stade toulousain) à la plus mauvaise (le Montpellier HR). Lors des deux oppositions de la saison, chacune des deux équipes a gagné à domicile (29-9 avec bonus offensif pour Toulouse, et 22-21 pour Montpellier avec bonus défensif pour Toulouse). À la 3e minute du match, Toulouse se trouve à l'entrée des 22 mètres héraultais à la suite d'une pénaltouche consécutive à une faute de Fulgence Ouedraogo. Les toulousains vont ensuite échouer à 5 mètres de la ligne avant de voir l'action s'arrêter à la suite d'une faute au sol de Daan Human. Cinq minutes après, David Skrela a l'occasion d'ouvrir le score des 38 mètres à la suite d'une faute de Mamuka Gorgodze, mais il rate le but. Les toulousains se procurent ensuite deux occasions d'essai. La première, a lieu à la 12e minute, mais le coup de pied à suivre de Maxime Médard est trop long ce qui permet à Sakiusa Matadigo d'aplatir dans son en-but. La deuxième, intervient quatre minutes plus tard, à la suite d'un coup à suivre de Cédric Heymans que Timoci Nagusa n'arrive pas à dégager en touche. Rupeni Caucaunibuca récupère la balle et marque un essai refusé par la vidéo, car il a mis le pied en touche. Les montpelliérains ont l'occasion d'ouvrir le score à la 19e minute d'une pénalité située à légèrement dans leur camp à la suite d'une faute au sol de Skrela sur François Trinh-Duc. Mais Martín Bustos Moyano glisse au moment de tenter cette pénalité qui est donc ratée. À la 22e minute, à la suite d'un coup de pied de Yannick Jauzion qui atterrit dans l'en-but de Montpellier, Bustos Moyano commet un en-avant qui donne une mêlée à 5 mètres pour Toulouse. La mêlée héraultaise met à la faute son vis-à-vis et annihile cette occasion d'essai. L'ouverture du score intervient cinq minutes plus tard, à la suite d'un exploit personnel de Nagusa qui sur la ligne médiane tape un petit coup de pied par-dessus, le récupère avant de crocheter Heymans et de filer sous les poteaux rouge et noir. Bustos Moyano convertit cet essai, ce qui permet à Montpellier de mener 7-0. À la demi-heure de jeu, Nagusa se met hors-jeu ce qui permet à Skrela de tenter et de rater une pénalité de la ligne médiane. Dans la foulée, Toulouse se procure une nouvelle occasion d'essai, mais Jauzion commet un en-avant dans l'en-but héraultais à la suite d'une chandelle de Skrela. Lors de la 34e minute de jeu, Nagusa se met hors-jeu volontairement pour annuler une occasion d'essai toulousaine. L'arbitre sort un carton jaune tandis que Skrela rate sa troisième tentative de la soirée située en coin sur la ligne des 22 mètres. Les toulousains continuent d'investir le camp héraultais et à la suite d'une faute de Gorgodze, Skrela des 15 mètres permet à son équipe des marquer ses premiers points. Juste avant le repos, Montpellier se procure une pénalité à 45 mètres des poteaux toulousains, mais Bustos Moyano la manque et la mi-temps est sifflée. Les montpellérains se rattrapent d'entrée de seconde période, puisque sur le coup d'envoi, Trinh-Duc tente et passe un drop, ce qui permet à son équipe de reprendre sept points d'avance. Trinh-Duc, deux minutes après, est de nouveau mis en position de drop, mais rate la cible. À la 48e minute, Nagusa empêche de façon irrégulière la libration du ballon des toulousains et permet à Skrela de convertir sa deuxième pénalité du match des 45 mètres à gauche. Six minutes plus tard, à la suite d'un groupé-pénétrant qui a avancé de 20 mètres, Skrela (des 30 mètres à gauche) rate sa quatrième tentative de pénalité de la soirée. Il en rate une cinquième à la 65e minute des 45 mètres face aux poteaux à la suite d'une faute au sol de Juan Figallo. Dans la minute suivante, à la suite d'un hors-jeu héraultais, il réussit des 25 mètres face aux perches, sa troisième pénalité du match et permet à Toulouse de revenir à 9-10. Douze minutes avant la fin du match, Patricio Albacete auteur d'un plaquage haut sur Benjamin Thiéry, donne l'occasion à Bustos Moyano et à Montpellier de reprendre quatre points mais sa tentative de 52 mètres passe sous les poteaux. À la suite d'un nouvel hors-jeu des montpelliérains, le remplaçant de Skrela, Nicolas Bézy permet d'une pénalité de 14 mètres en face des poteaux, à son équipe de prendre l'avantage pour la première fois du match. Bézy inscrit une nouvelle pénalité cinq minute avant la fin du match à la suite d'une faute technique de Benoît Paillaugue qui laisse ses coéquipiers à 14 pour la fin du match puisqu'il écope d'un carton jaune. Les montpelliérains investissent le camp toulousain et à la suite d'une pénaltouche, se retrouvent proches de l'en-but toulousain. Ils héritent d'une mêlée à 5 mètres de l'en-but à la suite d'un en-avant d'un toulousain à la réception de la touche montpelliéraine. Les héraultais récupèrent une nouvelle pénalité à la main jouée rapidement par Benjamin Thiéry qui transmet à Trinh-Duc qui commet un en-avant ce qui arrête le match sur cette victoire toulousaine 15-10. C'est le 18e titre de l'histoire du Stade toulousain.
| Stade toulousain · Titulaires · 49e Cédric Heymans 15 · Maxime Médard 14 · Yannick Jauzion 13 · Clément Poitrenaud 12 · 64e Rupeni Caucaunibuca 11 · 69e David Skrela 10 · Jean-Marc Doussain 9 · Louis Picamoles 8 · (cap.) Thierry Dusautoir 7 · 55e Jean Bouilhou 6 · Patricio Albacete 5 · 48e Romain Millo-Chluski 4 · 76e Census Johnston 3 · 21e William Servat 2 · 48e Daan Human 1 · Remplaçants · 21e Virgile Lacombe 16 · 48e Jean-Baptiste Poux 17 · 48e Yoann Maestri 18 · 55e Yannick Nyanga 19 · 69e Nicolas Bézy 20 · 49e Florian Fritz 21 · 64e Vincent Clerc 22 · 76e Johnson Falefa 23 · Entraîneurs · Guy Novès, Yannick Bru, Jean-Baptiste Élissalde |  | Montpellier HR · Titulaires · 15 Benjamin Thiéry · 14 Timoci Nagusa 27e 58e 34e à 44e · 13 Sylvain Mirande 70e · 12 Santiago Fernandez · 11 Martín Bustos Moyano · 10 François Trinh-Duc · 9 Julien Tomas 64e · 8 Sakiusa Matadigo · 7 Mamuka Gorgodze · 6 Fulgence Ouedraogo (cap.) 68e · 5 Aliki Fakate 52e · 4 Drikus Hancke · 3 Giorgi Jgenti 78e · 2 Fabien Rofes 54e · 1 Juan Figallo 71e 78e · Remplaçants · 16 Joan Caudullo 54e · 17 Naama Leleimalefaga 71e · 18 Mickael De Marco 52e · 19 Vassili Bost 68e · 20 Benoît Paillaugue 64e 75e à 80e · 21 Pierre Berard 58e · 22 Grant Rees 70e · 23 Danie Thiart · Entraîneurs · Fabien Galthié, Éric Béchu, Didier Bès |

## Statistiques

### Meilleurs réalisateurs
Mise à jour le 6 juin 2011.

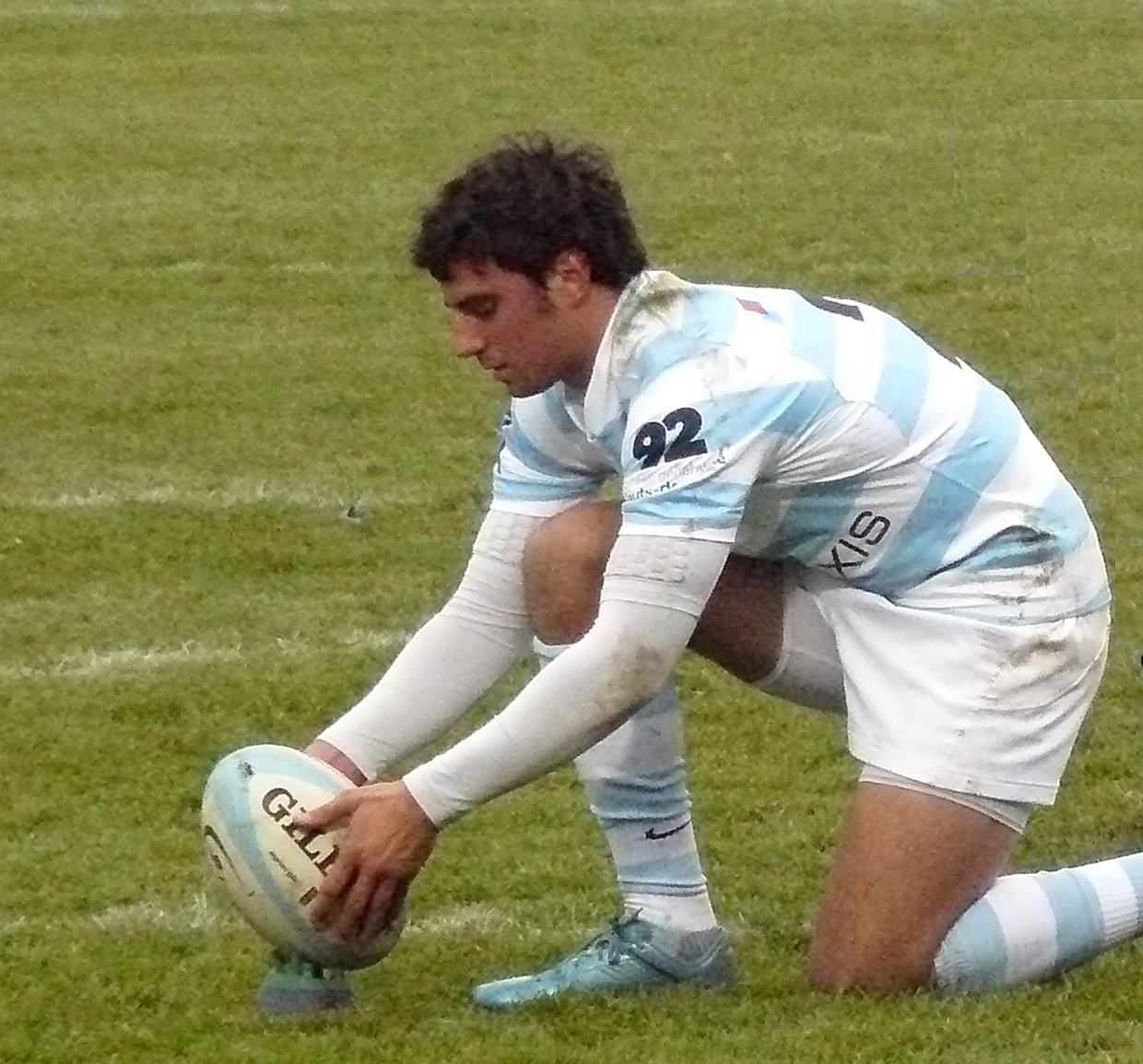
Jonathan Wisniewski (Racing)
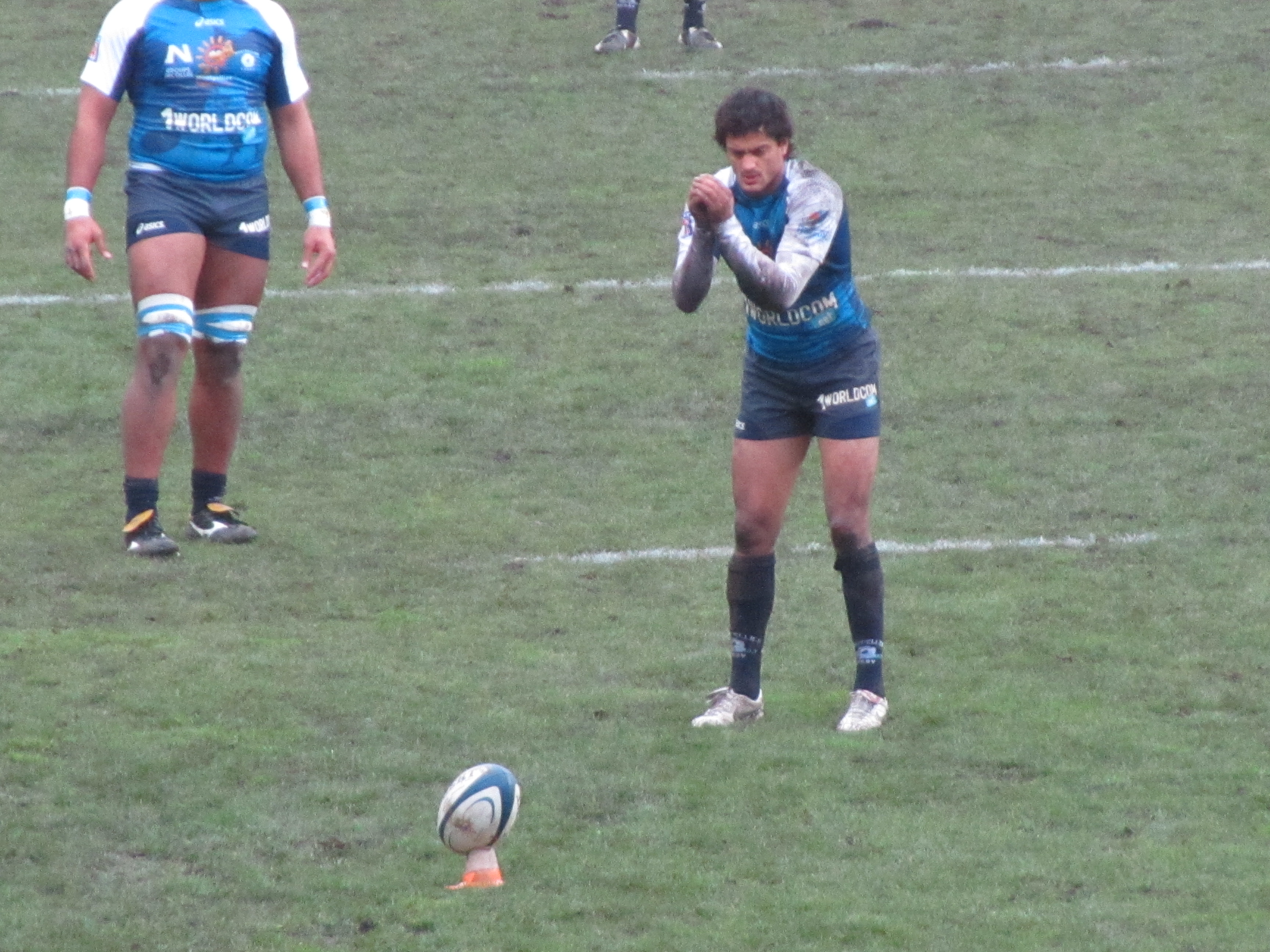
Martin Bustos Moyano (Montpellier)
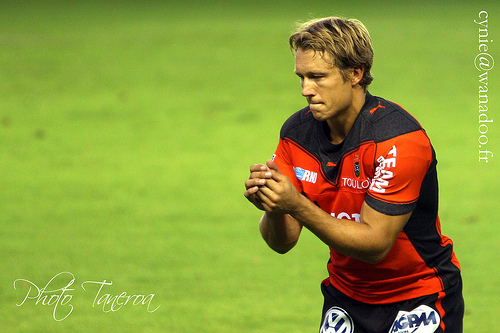
Jonny Wilkinson (Toulon)
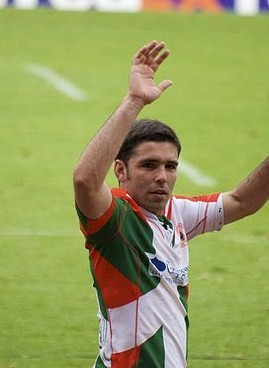
Dimitri Yachvili (Biarritz)
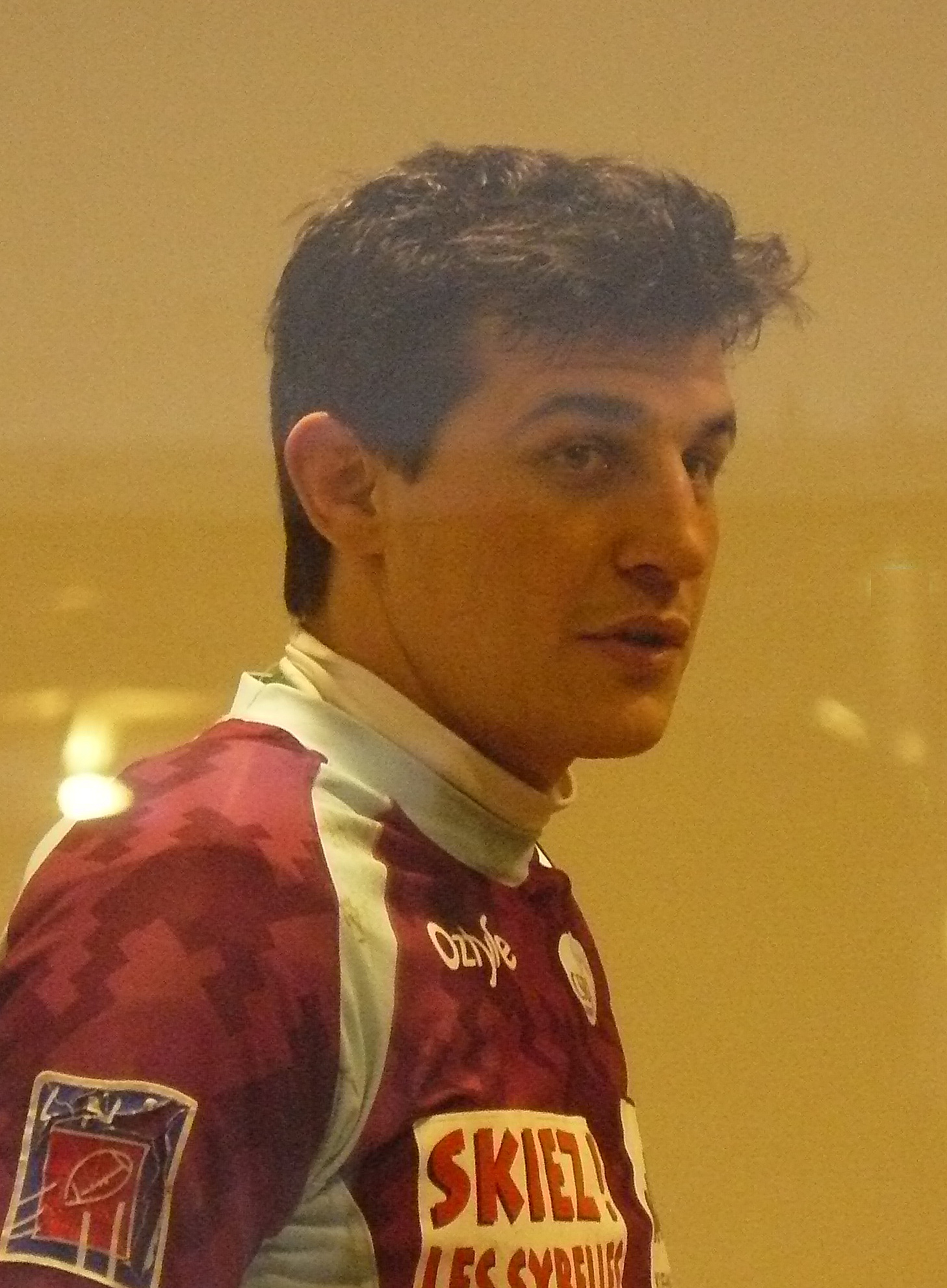
Benjamin Boyet (Bayonne)
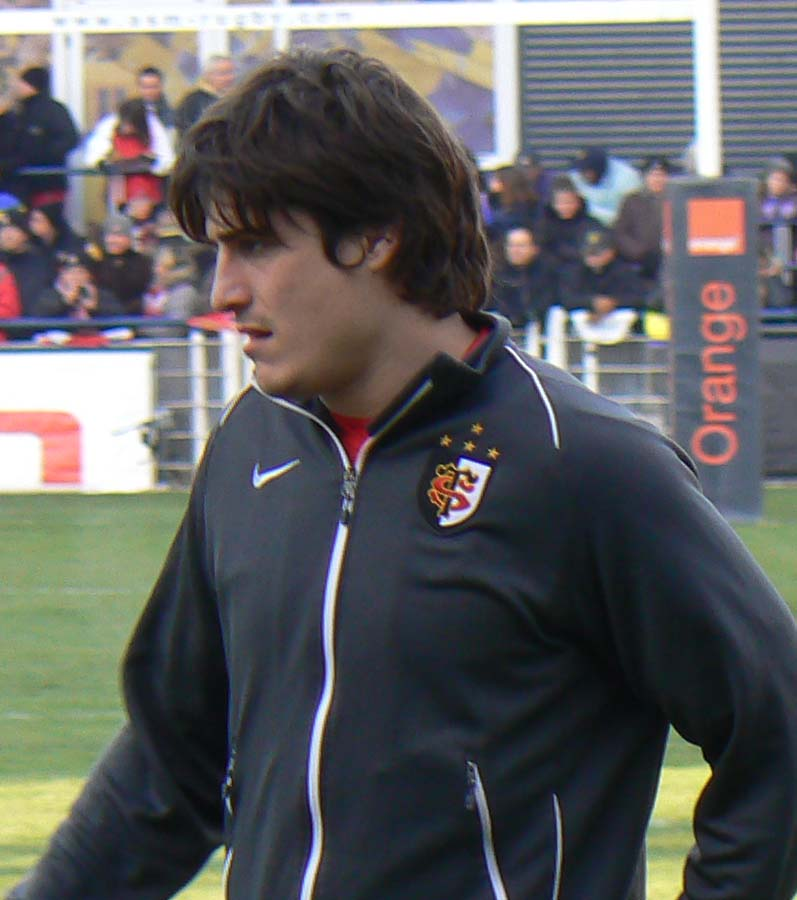
David Skrela (Toulouse)

| Rang | Joueur               | Club               | Poste            | Points | Essais | Transf. | Pén. | Drops | Moyenne |
| ---- | -------------------- | ------------------ | ---------------- | ------ | ------ | ------- | ---- | ----- | ------- |
| 1    | Jonathan Wisniewski  | Racing Métro 92    | Demi d'ouverture | 336    | 3      | 33      | 76   | 9     | 13.4    |
| 2    | Romain Teulet        | Castres olympique  | Arrière          | 326    | 3      | 31      | 83   | 0     | 13      |
| 3    | Martín Bustos Moyano | Montpellier        | Ailier           | 283    | 5      | 33      | 64   | 0     | 13.5    |
| 4    | Jonny Wilkinson      | RC Toulon          | Demi d'ouverture | 274    | 2      | 21      | 59   | 15    | 14.4    |
| 5    | Jérôme Porical       | USA Perpignan      | Arrière          | 268    | 3      | 26      | 67   | 0     | 12.2    |
| 6    | Dimitri Yachvili     | Biarritz olympique | Demi de mêlée    | 256    | 4      | 34      | 55   | 1     | 12.2    |
| 7    | Benjamin Boyet       | Aviron bayonnais   | Demi d'ouverture | 236    | 0      | 31      | 55   | 3     | 9.4     |
| 8    | David Skrela         | Stade toulousain   | Demi d'ouverture | 215    | 0      | 31      | 48   | 3     | 10.8    |
| 9    | Mathieu Belie        | Brive              | Demi de mêlée    | 197    | 1      | 21      | 50   | 0     | 7.9     |
| 10   | Julien Dupuy         | Stade français     | Demi de mêlée    | 179    | 2      | 20      | 43   | 0     | 7.5     |

### Meilleurs marqueurs
Mise à jour le 6 juin 2011.

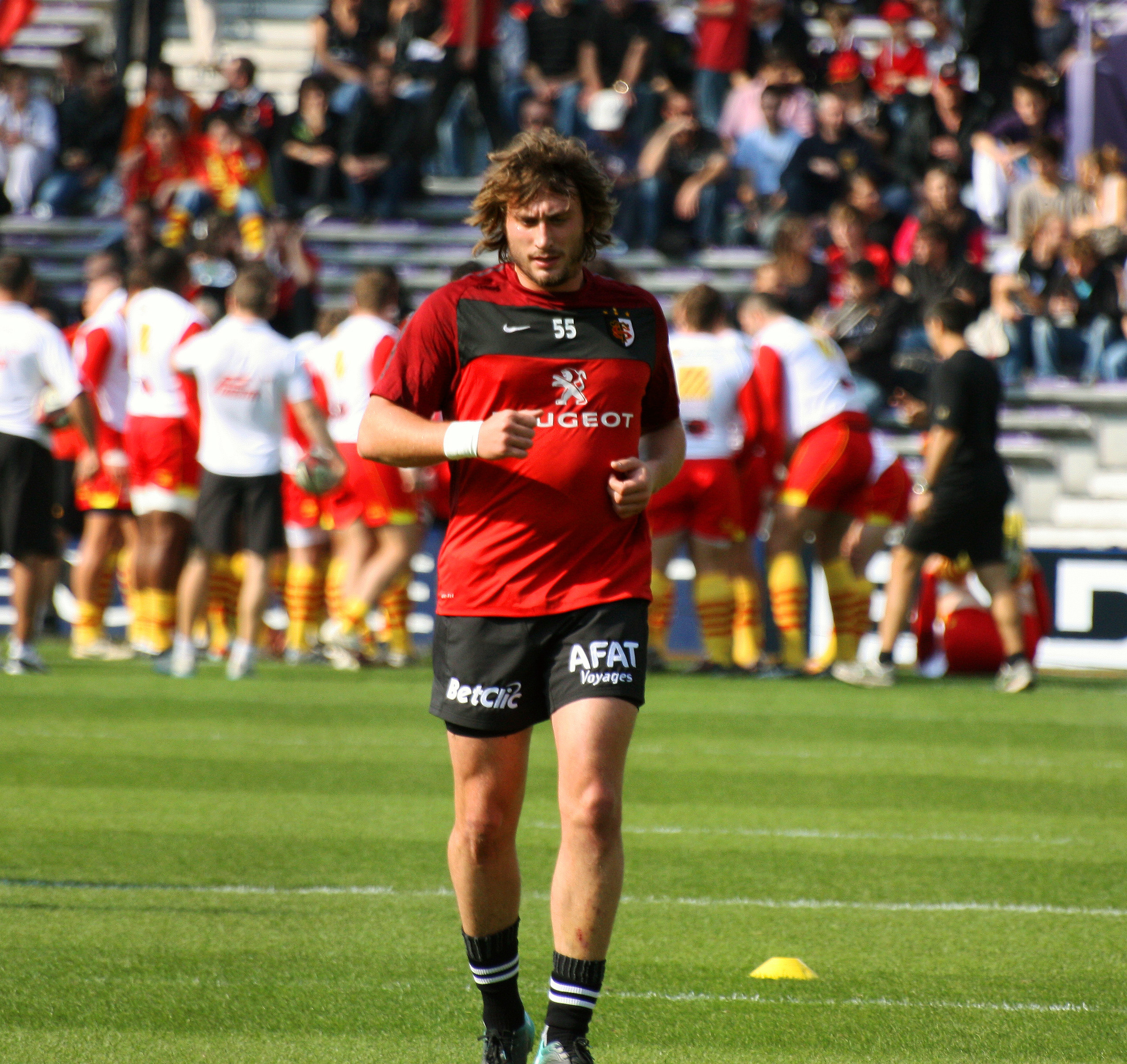
Maxime Médard (Toulouse)
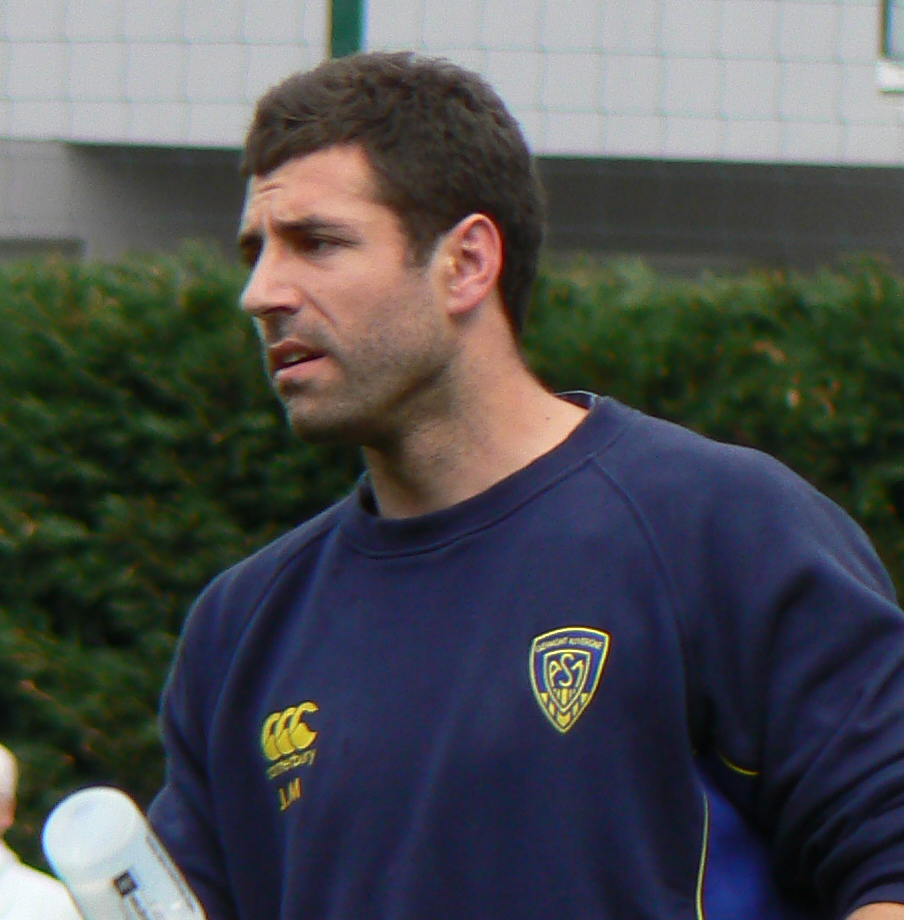
Julien Malzieu (Clermont)
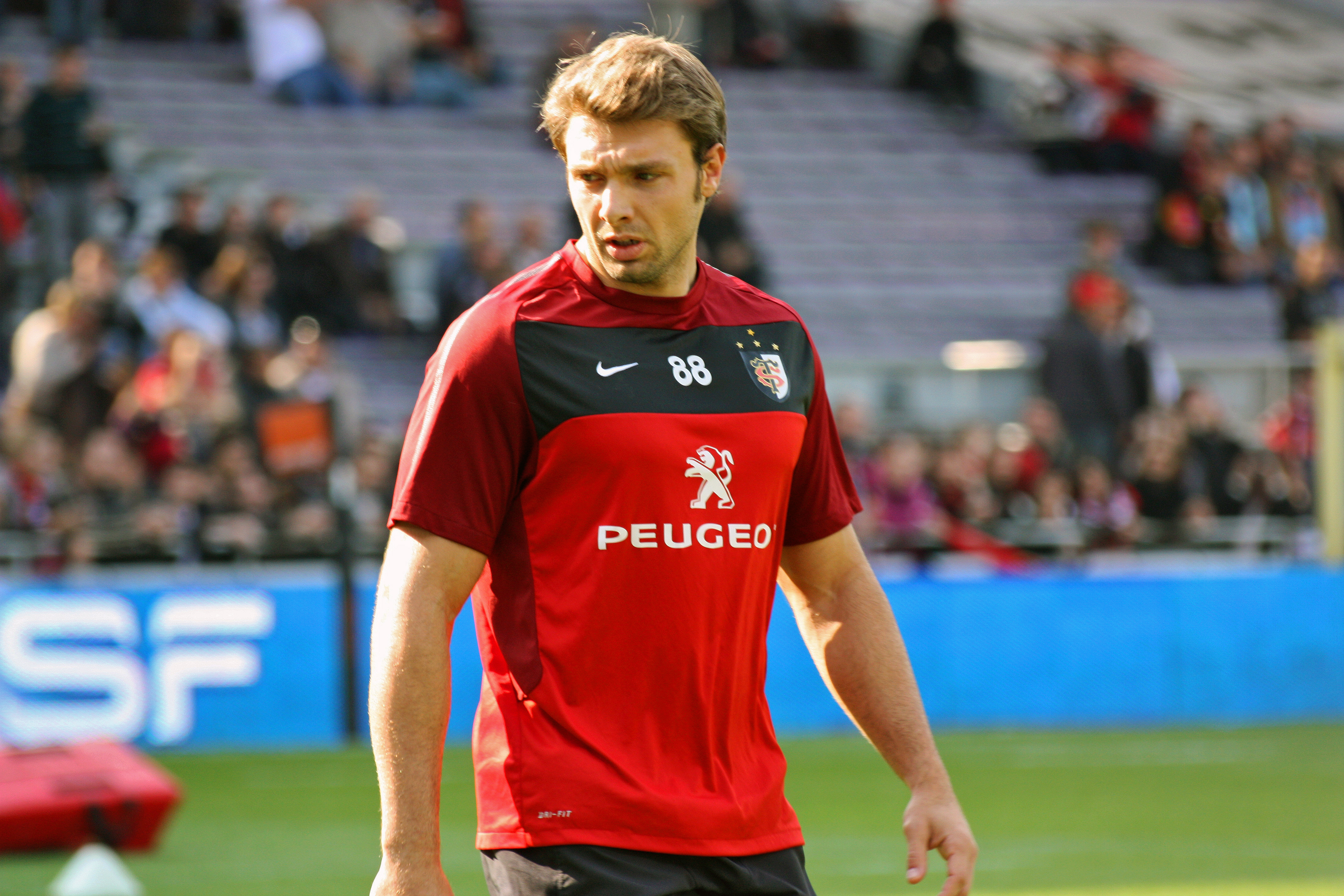
Vincent Clerc (Toulouse)
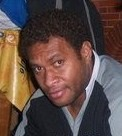
Norman Ligairi (La Rochelle)
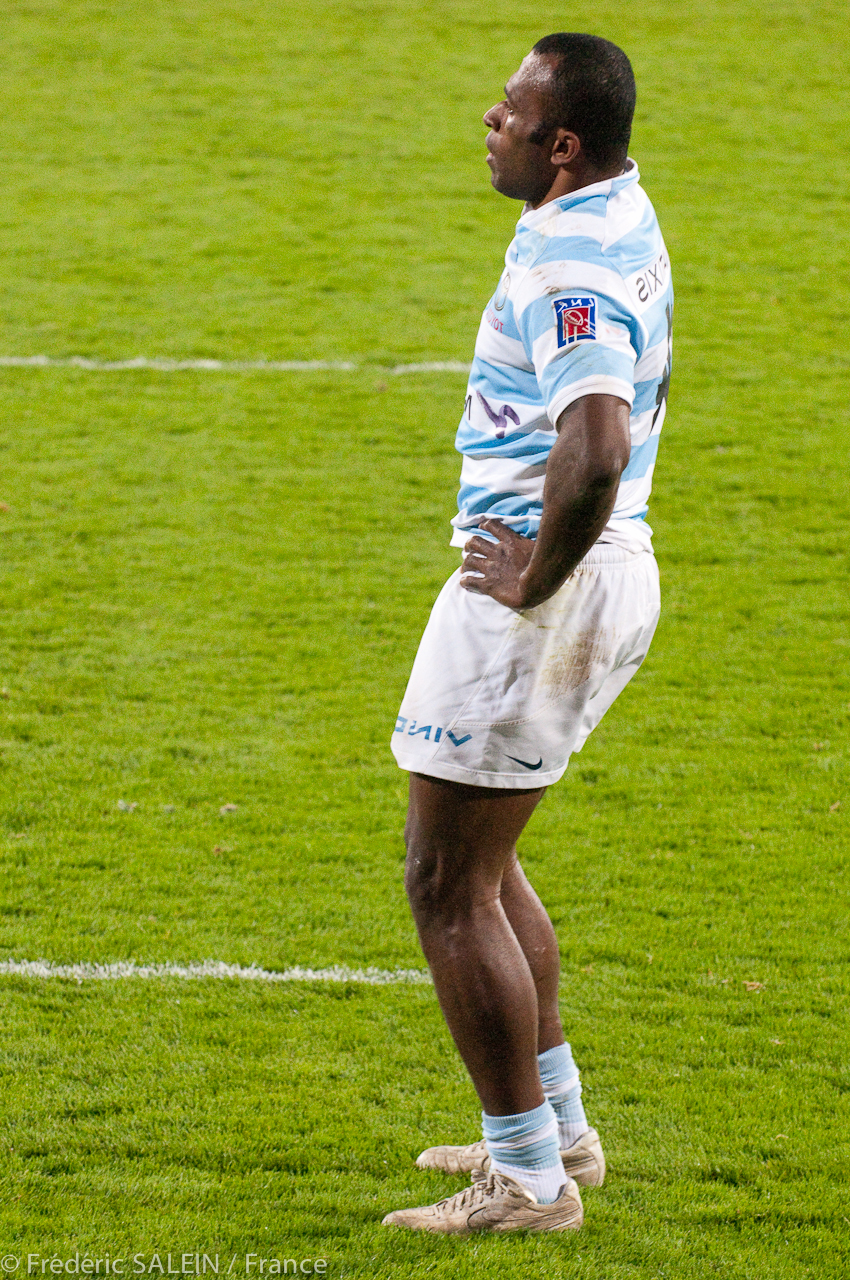
Sireli Bobo (Racing)
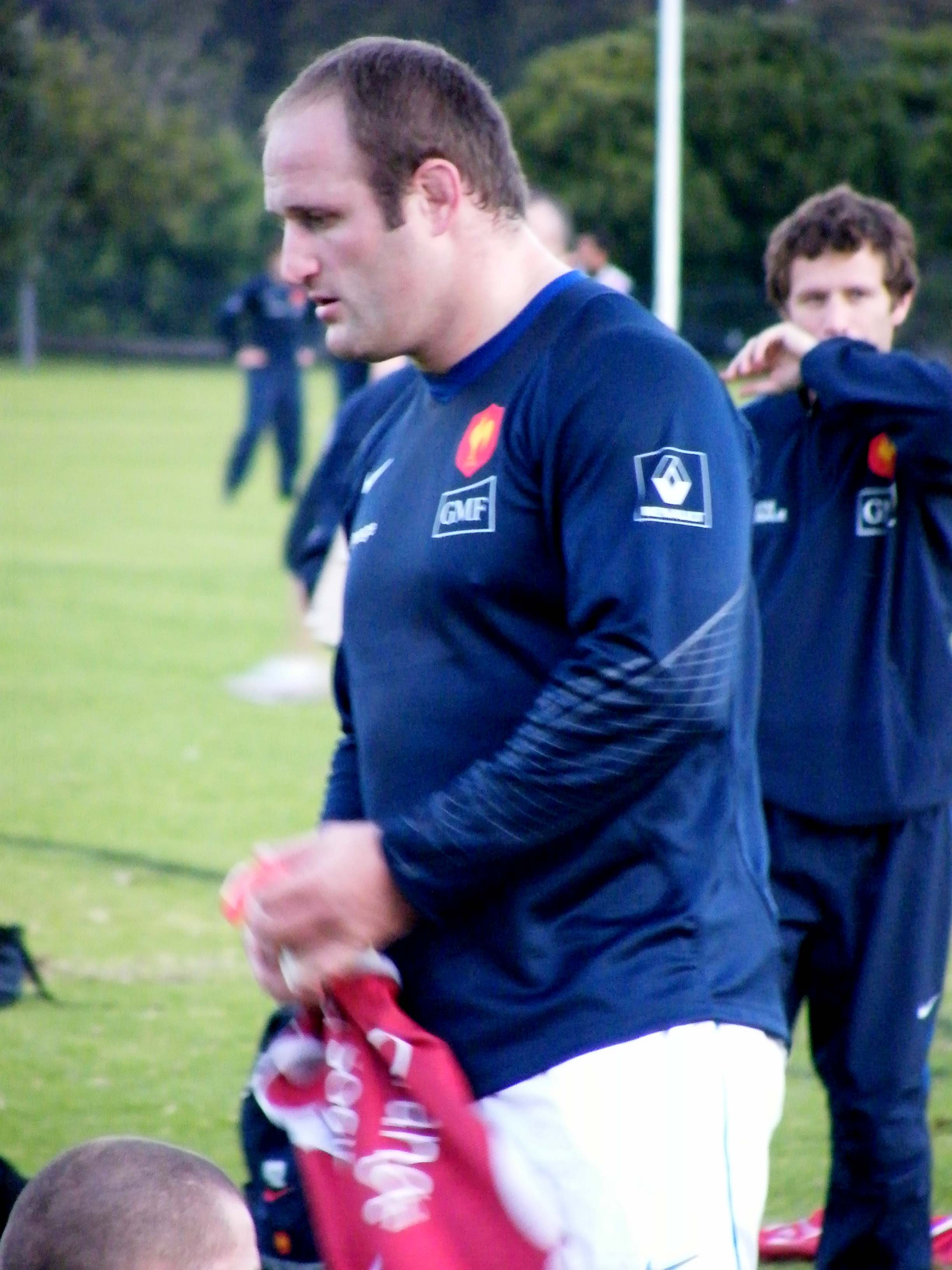
William Servat (Toulouse)

| Rang | Joueur           | Club                  | Poste                | Essais | Moyenne |
| ---- | ---------------- | --------------------- | -------------------- | ------ | ------- |
| 1    | Maxime Médard    | Stade toulousain      | Ailier, Arrière      | 15     | 0,65    |
| 2    | Yoann Huget      | Aviron bayonnais      | Ailier               | 12     | 0,60    |
| 3    | Julien Malzieu   | ASM Clermont Auvergne | Ailier               | 11     | 0,52    |
| -    | Timoci Nagusa    | Montpellier HR        | Ailier               | 11     | 0,55    |
| 5    | Marc Andreu      | Castres olympique     | Ailier               | 10     | 0,42    |
| 6    | Takudzwa Ngwenya | Biarritz olympique    | Ailier               | 9      | 0,36    |
| -    | Iosefa Tekori    | Castres olympique     | Troisième ligne aile | 9      | 0,35    |
| 8    | Yoan Audrin      | Castres olympique     | Centre, ailier       | 8      | 0,36    |
| -    | Sireli Bobo      | Racing Métro 92       | Ailier               | 8      | 0,38    |
| -    | Vincent Clerc    | Stade toulousain      | Ailier               | 8      | 0,42    |
| -    | Ollie Phillips   | Stade français        | Ailier               | 8      | 0,35    |

### Statistiques diverses

#### Équipes
- Plus grand nombre d'essais marqués par une équipe dans un match : 10 par le Biarritz olympique le 8 janvier 2011 face au SU Agen[212]
- Plus grand nombre d'essais dans un match : 13 entre Biarritz et Agen le 8 janvier 2011[18]
- Plus grand nombre de drops dans un match : 6 entre le Racing et Toulon le 9 janvier 2011 (record historique en top 14)[213].
- Plus grand écart de points : 47 lors de la rencontre entre Toulouse et La Rochelle (50-3), le 5 septembre 2010[46]
- Plus grand nombre de points dans une rencontre : 87 lors de la rencontre entre le Biarritz olympique et le SU Agen (65-22), le 8 janvier 2011[212]
- Équipes invaincues à domicile : Stade toulousain, ASM Clermont et Racing Métro 92
- Équipe n'ayant jamais gagné à l'extérieur : Bourgoin

#### Individuelles
- Premier essai de la saison : Jonathan Wisniewski à la 2e minute de la première journée le 13 août 2010[16]
- Premier doublé : Maxime Médard à la 33e puis 63e minute, pour Toulouse face à Agen, le 13 août 2010[18]
- Premier triplé : Geoffrey Doumayrou aux 16e, 23e et 80e minutes, pour Montpellier face au Racing, le 20 août 2010[22]
- Essai le plus rapide d'une rencontre : Maxime Médard à la 17e seconde pour Toulouse face à La Rochelle, le 5 septembre 2010[214]
- Plus grand nombre de points marqués dans un match : 26 par Jonny Wilkinson et Romain Teulet respectivement pour Toulon face au Racing le 27 août 2010[35] et pour Castres face au Racing le 5 septembre 2010[44]
- Plus grand nombre d'essais marqués dans un match : 3 par Geoffroy Doumayrou aux 16e, 23e et 80e minutes, pour Montpellier face au Racing, le 20 août 2010[22], Iosefa Tekori aux 15e, 23e et 68e minutes, pour Castres face à La Rochelle, le 29 décembre 2010[114], Wenceslas Lauret et Benoît August respectivement aux 13e, 39e, 62e et 33e, 46e, 56e minutes, pour Biarritz face à Agen[212].
- Plus grand nombre de pénalités marquées dans un match : 8 par Jonny Wilkinson et Romain Teulet respectivement pour Toulon face au Racing le 27 août 2010[35] et pour Castres face au Racing le 5 septembre 2010[44]
- Plus grand nombre de drops marqués dans un match : 3 par Jonny Wilkinson pour Toulon face à La Rochelle le 1er septembre 2010[39] et face au Racing le 9 janvier 2011[213]